# Brakel

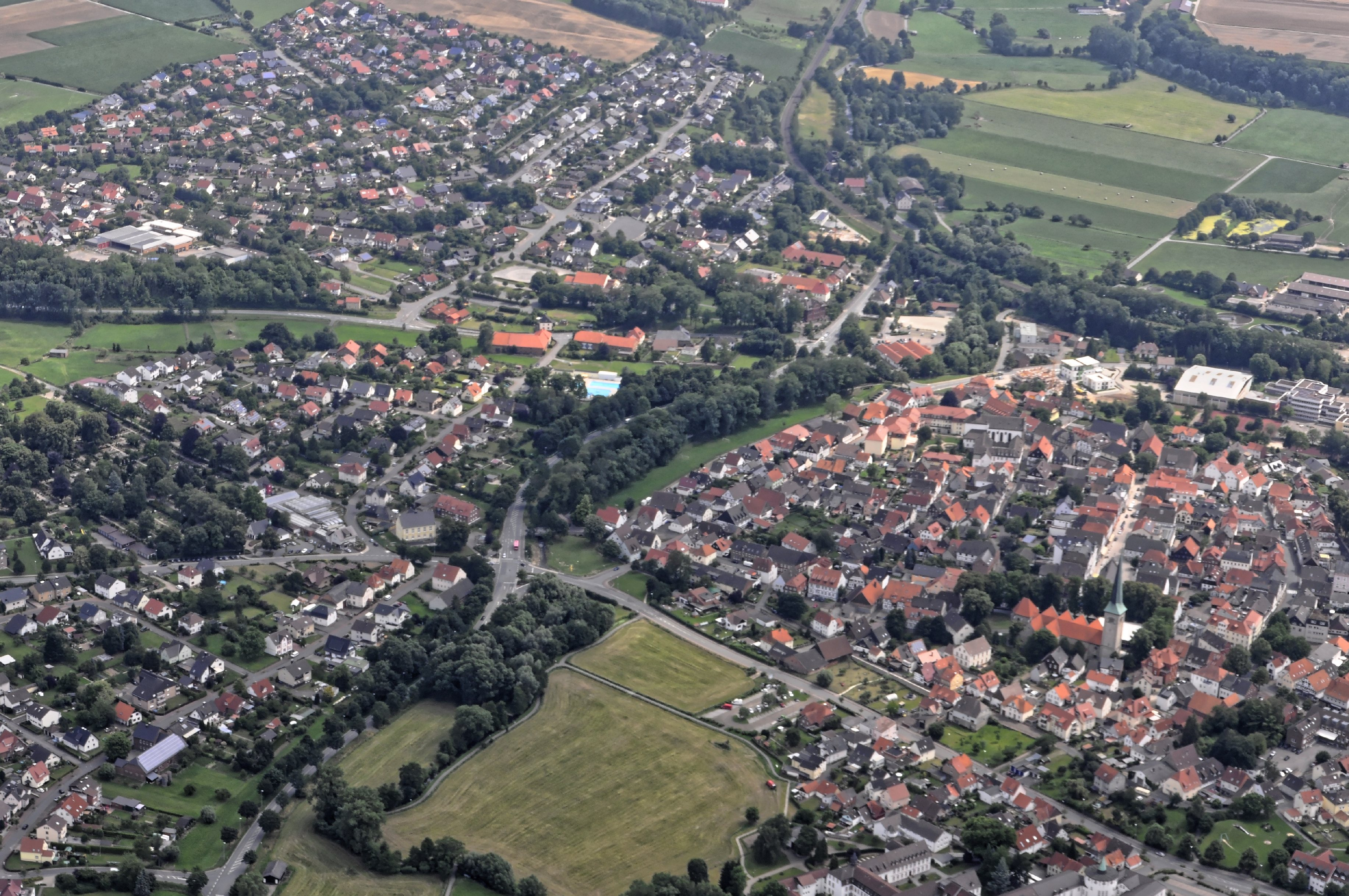
Brakel von oben

Brakel ist eine Stadt im Kreis Höxter im Osten von Nordrhein-Westfalen. Sie erstreckt sich auf etwa 174 km² Fläche und zählt über 16.000 Einwohner. Für den heutigen Ortsnamen gibt es die historischen Bezeichnungen Brakele, Bracle und Brabecke.

## Geographie

### Geographische Lage
Brakel liegt im Mittelpunkt des Kreises Höxter zwischen Eggegebirge und Weser im Oberwälder Land (Nethegau), 30 km östlich von Paderborn und 15 km südwestlich von Höxter. Die Stadt liegt im Naturpark Teutoburger Wald / Eggegebirge.
Das Stadtgebiet weist große Höhenunterschiede auf; der niedrigste Punkt liegt auf 110 m Höhe, die höchste Erhebung auf 361 m.

### Geologie

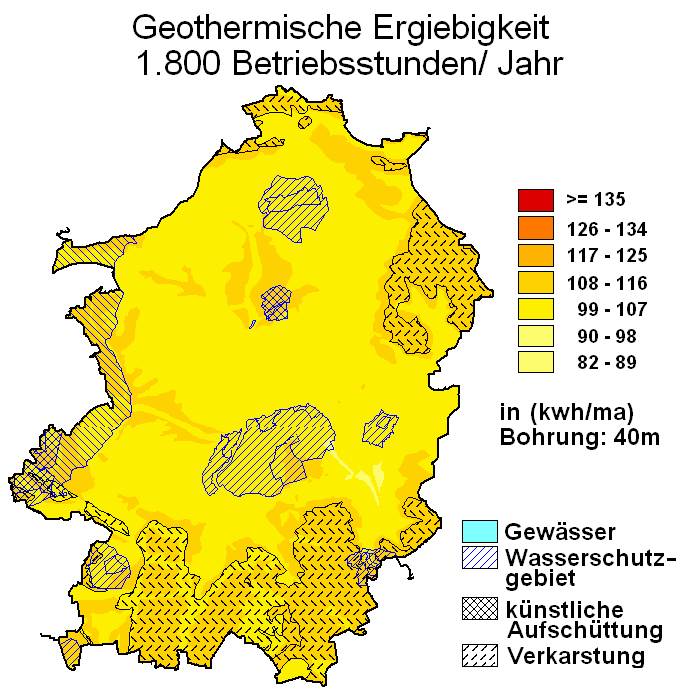
Geothermische Karte von Brakel

Der Festgesteinsuntergrund im Stadtgebiet wird wesentlich von Ton-, Mergel-, Kalk- und Sandsteinen des Erdmittelalters bestimmt, die vornehmlich aus der Trias stammen. Diese Sedimentgesteine sind hier bis zu einem Kilometer stark. Sie wurden im Lauf der Erdgeschichte herausgehoben und in zahlreiche Sättel, Mulden, Gräben, Horste und kleinere Schollen zerlegt.
Tiefer liegt ein Festgesteinssockel, der aus Gesteinen des Erdaltertums (Devon, Karbon und Perm) besteht. In der Talebene der Nethe, ihrer Zuflüsse und in der Brakeler Mulde ist der Festgesteinsuntergrund von Lockergesteinen des Eiszeitalters (Kies, Sand und Löss) bedeckt.
Die großteils verkarsteten Kalksteine des unteren und oberen Muschelkalks, auch die Sande und Kiese im Nethetal und in der Brakeler Mulde sind gute Grundwasserleiter. In den verkarsteten Kalksteinen kann der Calciumsulfatanteil durch Zuflüsse aus gipsführenden Schichten erhöht sein, sodass eine Verwendung als Trinkwasser nicht immer möglich ist.
Im Brakeler Stadtgebiet herrschen auf Kuppen und Bergrücken meist nährstoffreiche, steinige, flachgründige lehmig-tonige Rendzinen und Rendzina-Braunerden vor. Auf aus der Eiszeit stammendem Löss, vorrangig an Hängen und in Mulden zu finden, entwickelten sich sehr tiefgründige, schluffig-lehmige Parabraunerden, die bevorzugt ackerbaulich genutzt werden. In den Bachtälern haben sich (Gleye und Gley-Braunerden) durch Bachsedimentation entwickelt, die Grünlandnutzung herrscht dort vor.
Brakel eignet sich gut zur Nutzung geothermischer Wärmequellen mittels Erdwärmesonde und Wärmegewinnung durch Wärmepumpenheizungen (vgl. dazu die nebenstehende Karte).

### Ausdehnung und Nutzung des Stadtgebiets
Die als „Kleinstadt“ klassifizierte Stadt Brakel erstreckt sich über eine Fläche von 173,74 km². Das Stadtgebiet hat eine maximale Ausdehnung in Ost-West-Richtung von rund 14,7 km und in Nord-Süd-Richtung von 18,9 km.
| Fläche nach Nutzungsart | Landwirt- schafts- fläche | Wald- fläche | Gebäude-, Frei- und Betriebsfläche | Verkehrs- fläche | Wasser- fläche | Sport- und Grünfläche | sonstige Nutzung |
| ----------------------- | ------------------------- | ------------ | ---------------------------------- | ---------------- | -------------- | --------------------- | ---------------- |
| Fläche in km²           | 97,96                     | 60,24        | 6,67                               | 7,09             | 1,00           | 0,62                  | 0,16             |
| Anteil an Gesamtfläche  | 56,38 %                   | 34,67 %      | 3,84 %                             | 4,08 %           | 0,58 %         | 0,36 %                | 0,09 %           |

### Nachbargemeinden
Brakel grenzt an die Städte Bad Driburg im Westen, Nieheim im Nordwesten, Marienmünster im Norden, Höxter im Nordosten, Beverungen im Osten, Borgentreich im Südosten und Willebadessen im Süden, die alle dem Kreis Höxter angehören.

### Stadtgliederung

Stadtgliederung

- Auenhausen (118 Einwohner), Frohnhausen (329 Einwohner) und Hampenhausen (42 Einwohner) sind die höchstgelegenen Ortschaften Brakels. Diese drei Ortschaften werden auch als Heggedörfer bezeichnet. Zwischen 1142 und 1147 wurden die Dörfer erstmals erwähnt. Im 12. und 13. Jahrhundert hatte das Kloster Gehrden Besitz in diesen Ortschaften.
- Beller: 205 Einwohner
- Bellersen (665 Einwohner) liegt am Rande ausgedehnter Waldungen im Bruchtal. Bellersen gilt als „'Tourismus-Musterdorf' des Landes NRW“. Bellersen hat als „Dorf B.“ in Die Judenbuche von Annette von Droste-Hülshoff internationale Bekanntheit erlangt.
- Bökendorf (769 Einwohner) feierte 1965 sein 1000-jähriges Bestehen. Das Schloss Bökerhof war Mittelpunkt des „Romantikerkreises“ mit Annette von Droste-Hülshoff, den Brüdern Grimm, Clemens Brentano und Joseph Görres und beherbergt heute ein Literaturmuseum. Die Freilichtbühne Bökendorf gehört zu den besucherstärksten Bühnen Deutschlands.[5]
- Der Vorläufer des Dorfes Erkeln (554 Einwohner), eine Höfegruppe, wurde erstmals im 9. Jahrhundert erwähnt.
- Die Titularstadt Gehrden (939 Einwohner) wurde erstmals 868 erwähnt. Sie liegt im Oesetal am Osthang des Eggegebirges und gilt als Tourismusort. Die 1141 gegründete Benediktinerinnen-Abtei hatte großen Einfluss und mehrere Besitzungen im Warburger Land. Die romanische Klosterkirche besitzt das größte historische Glockengeläut Westfalens.
- Hembsen  (959 Einwohner) wurde bereits im Jahr 800 zum ersten Mal erwähnt und liegt inmitten der waldreichen Höhenzüge des Nethegaus.
- Istrup (647 Einwohner) liegt westlich von Brakel im Tal des kleinen Flusses Aa.
- Rheder (282 Einwohner) ist bekannt für das Schloss (1750), die Schloßbrauerei Rheder (seit 1686) und die Kirche, die 1716 von Johann Conrad Schlaun erbaut wurde.
- Riesel: 577 Einwohner.
- Schmechten: 215 Einwohner
- Siddessen: 444 Einwohner
- Brakel: 16.713 Einwohner, davon in der Kernstadt: 9874 Einwohner

(Stand der Einwohnerzahlen: 31. Dezember 2015)

### Klima
Siehe: Klima in Ostwestfalen-Lippe

## Geschichte
Brakel wurde erstmals um 836 von Benediktinern als „Villa brechal“ erwähnt. Es liegt im Nethegau. Laut einer Urkunde aus dem Jahr 1213 übertrug Hermann von Brakel seine Zehnteinkünfte „ad ecclesiam Bracle“. Brakel entwickelte sich zu einer nicht unbedeutenden Handelsstadt. Im 14. Jahrhundert stand die Hansestadt im Mittelpunkt ihrer Blüte und war im Hochstift Paderborn als sogenannte Hauptstadt gleichrangig mit Paderborn, Borgentreich und Warburg, erkennbar am eigenen Gerichts- und Marktrecht.
Brakels hansische Beziehungen gehen bereits auf seine frühe Geschichte bis hin zum Mittelalter zurück. Bereits die erste nachweisliche Ansiedlung „villa brechal“ (erste schriftliche Erwähnung im Jahr 836 im Zusammenhang mit der Überführung der Gebeine des heiligen Vitus von der Basilika Saint-Denis bei Paris nach Corvey), später im 12. Jahrhundert Sitz der Herren von Brakel, liegt aufgrund zweier sich dort kreuzender alter Handelswege einerseits in zentraler Verkehrslage, andererseits bot die Topografie eine Ausdehnungsmöglichkeit im Frühmittelalter. So hatten die Fernhändler an der Entwicklung Brakels von Anfang an den entscheidenden Anteil, wie sie als Führungsschicht in vielen Plananlagen westfälischer Städte nachweisbar sind. Die durch Brakel verlaufende Hellweglinie war somit die tradierte Wirtschaftsbasis für den Fernhandel.
Als Prinzipalstadt der Hansestadt Paderborn wurde Brakel Mitglied der Hanse und war frühzeitig am hansischen Handel beteiligt. Insbesondere im 13. und 14. Jahrhundert hatte er sich bis in die Hansestädte des Ostseeraumes entwickelt. Auf diese Beziehungen verweisen zu der Zeit (15. Jahrhundert) im Ostseeraum nachweisbare Brakeler Münzen. (Auszüge aus dem Beitrag Brakel als Hansestadt von Ulrich Ernst als Bestandteil der hansischen Stadtgeschichten des Westfälischen Hansebundes).
Die allgemeine Lage verschlechterte sich im 15. Jahrhundert. In den Außenbezirken erfolgte die Gründung des Klosters Brede. Der Dreißigjährige Krieg hinterließ auch in Brakel Spuren. Im Hochstift Paderborn war Brakel bis zu den Napoleonischen Kriegen Sitz der Gografschaft Brakel, zu der auch die umliegenden Orte gehörten. 
1803 nahm Preußen die Stadt erstmals in Besitz und machte Brakel zur Kreisstadt des Oberwaldischen Kreises. Von 1807 bis 1813 gehörte die Stadt zum Königreich Westphalen und war dort Sitz des Kantons Brakel im Distrikt Höxter des Departements der Fulda. Nachdem die Stadt 1813 wieder an Preußen gefallen war, wurde sie 1816 Kreisstadt des neuen Kreises Brakel, der 1832 in den Kreis Höxter eingegliedert wurde. 1836 erhielt Brakel die preußische revidierte Städteordnung und war seitdem eine amtsfreie Stadt im Kreis Höxter. Dem Amt Brakel gehörte die Stadt bis 1938 nicht an, war aber dessen Sitz. Am 1. April 1938 wurde die Stadt Brakel in das Amt Brakel eingegliedert.
Zum Ende des Zweiten Weltkriegs wurde Brakel am 5. April 1945 von US-Soldaten des 16. US-Infanterieregiment der 1. US-Infanteriedivision kampflos eingenommen.
Am 1. Januar 1970 wurde die alte Stadt Brakel mit den übrigen Gemeinden des Amtes Brakel durch das Gesetz zur Neugliederung des Kreises Höxter zur neuen Stadt Brakel zusammengeschlossen.
Eine Neugründung eines Kreises Brakel mit der Kreisstadt Brakel zum 1. Januar 1975 stand im Rahmen der Gebietsreform in Nordrhein-Westfalen Anfang der 1970er Jahre zur Diskussion. In einem Gebietsänderungsvertrag der beiden Kreise Warburg und Höxter wurde vereinbart, den gemeinsamen neuen Kreis als Kreis Brakel zu benennen mit Sitz in Brakel. Dieser Vertrag wurde vom Kreistag Höxter am 23. Juli 1974 angenommen. Trotz der Zustimmung des Kreistages Warburg zu diesem Gebietsänderungsvertrag stimmte der nordrhein-westfälische Landtag bei der Entscheidung zum Sauerland/Paderborn-Gesetz mit knapper Mehrheit für den Kreisnamen Kreis Höxter und für die Stadt Höxter als Kreissitz. Auch eine Benennung des neuen Kreises als Kreis Höxter-Warburg fand keine Zustimmung im Landtag.
In der zweiten Phase der nordrhein-westfälischen Gebietsreform wurden die Gemeinden Auenhausen, Frohnhausen, Hampenhausen, Siddessen und die Stadt Gehrden aus dem Amt Dringenberg-Gehrden des Kreises Warburg am 1. Januar 1975 in die Stadt Brakel eingegliedert. Gleichzeitig wurde der Kreis Warburg in den neuen Kreis Höxter eingegliedert.

### Religionen

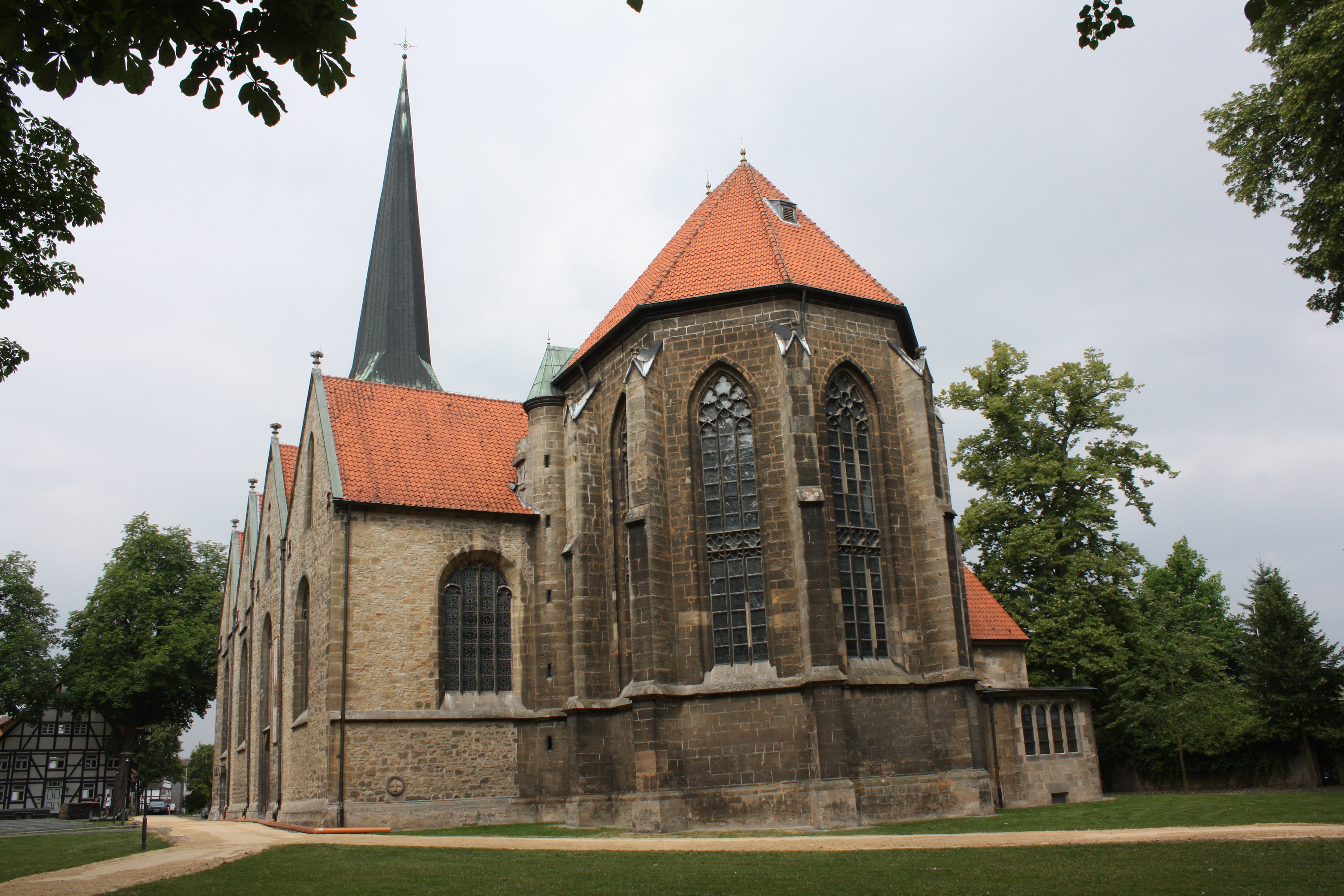
Katholische Pfarrkirche St. Michael

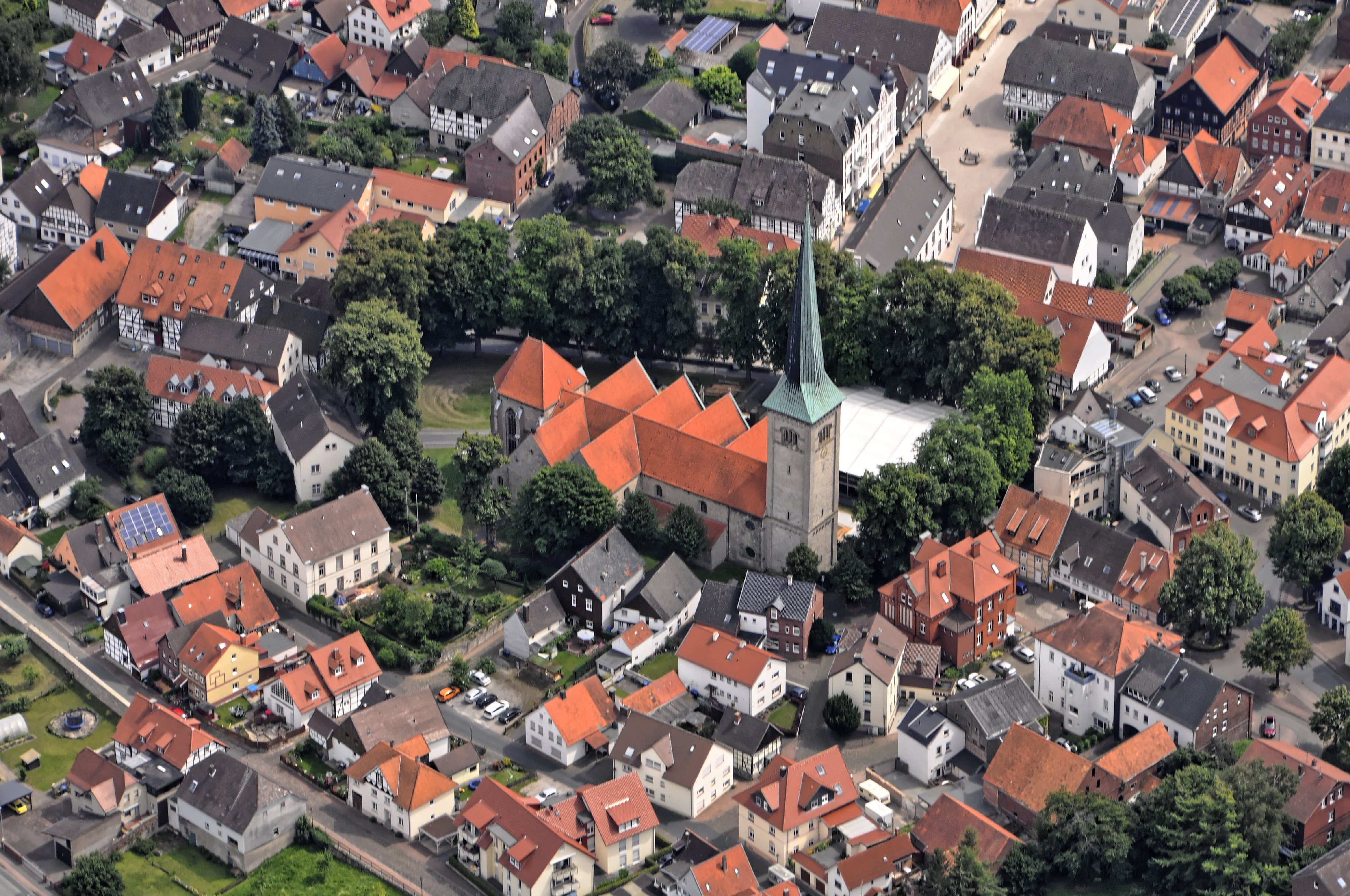
Der Stadtkern von oben

Aufgrund seiner Zugehörigkeit zum ehemaligen Hochstift Paderborn ist die Bevölkerung Brakels traditionell mehrheitlich katholisch. Als Indiz für die Verteilung der Religionen kann die konfessionelle Zugehörigkeit der Brakeler Schüler herhalten. Im Schuljahr 2006/2007 gaben auf die Frage nach der Konfession 18,3 % der Schüler evangelisch, 63,6 % katholisch und 5,5 % islamisch an; 7,9 % gaben eine andere und 4,6 % gar keine an. Derzeit sind von den zirka 16.000 Einwohnern 55 % (zirka 9.000) katholisch.
Im Stadtgebiet existieren 13 katholische Kirchengemeinden, die seit dem 1. März 2015 zum Pastoralen Raum Brakeler Land zusammengeschlossen sind. Sie gehören zum Dekanat Höxter des Erzbistums Paderborn.
Die Kirchengemeinden sind St. Michael in Brakel, St. Meinolf in Bellersen, St. Johannes Nepomuk in Bökendorf, St. Katharina in Rheder und St. Marien in Riesel, St. Bartholomäus in Istrup, St. Bartholomäus in Frohnhausen (mit den Orten Auenhausen und Hampenhausen), St. Peter und Paul in Gehrden, St. Agatha in Siddessen, St. Philippus und Jakobus in Schmechten, St. Petri in Erkeln und St. Johannes in Hembsen, St. Josef in Beller.

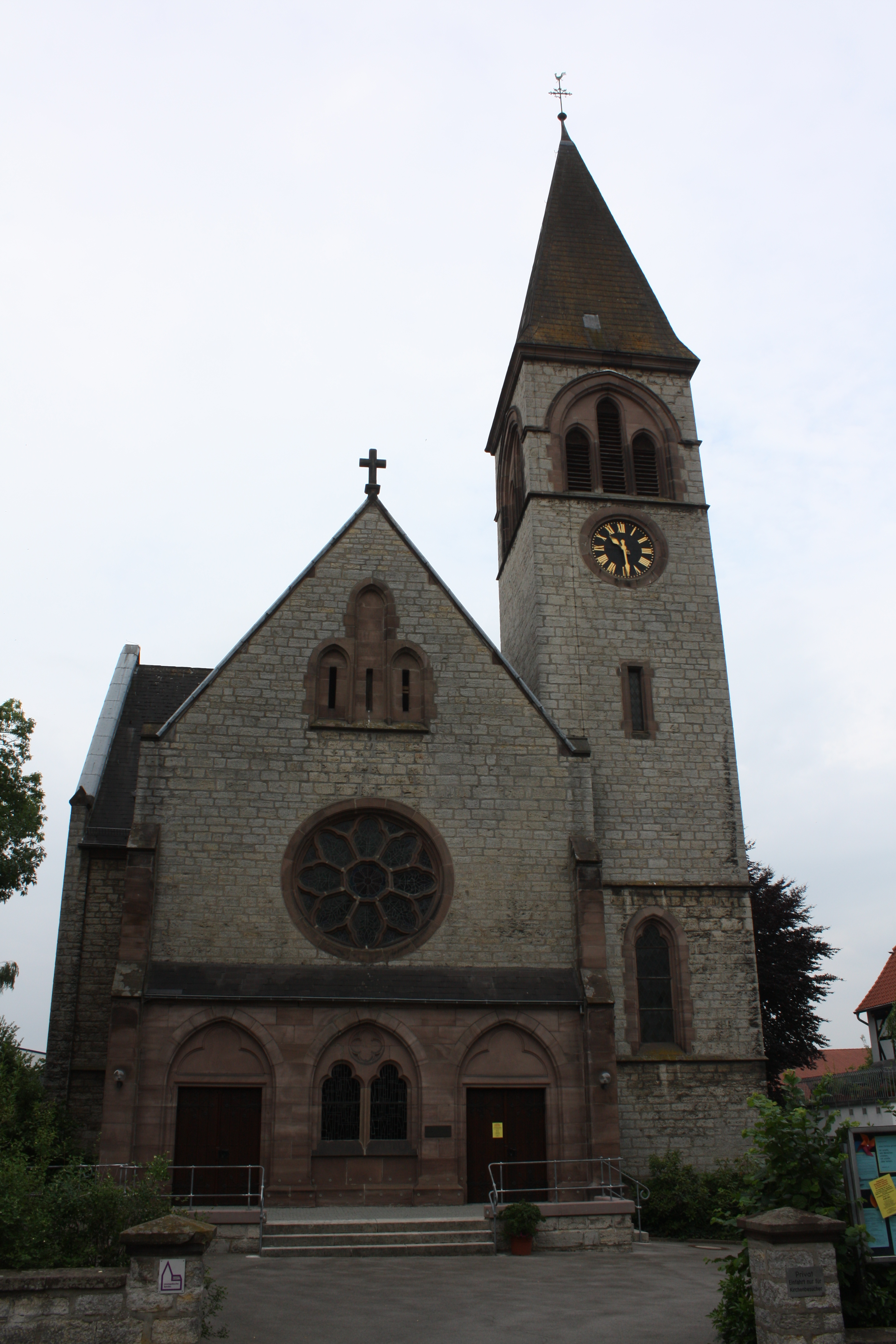
Evangelische Auferstehungskirche

Um 1560 hielt die Reformation in Brakel Einzug. 1580 hatten alle Gläubigen das protestantische Bekenntnis. Von 1602 bis 1604 tobte der Agendestreit gegen den Bischof Dietrich von Paderborn mit dem Ergebnis, dass sich Brakel 1611 unterwarf und unter Pfarrer Deppe völlig rekatholisiert wurde. Ab 1831 wurde die Kapuzinerkirche von den evangelischen Gläubigen mitbenutzt. 1844 wurde die evangelische Gemeinde gegründet, die 1912 eine eigene Kirche erhielt. Die Auferstehungskirche gehört zum Kirchenkreis Paderborn der Evangelischen Kirche von Westfalen.

### Einwohnerentwicklung
Die folgende Übersicht zeigt die Einwohnerentwicklung von Brakel seit 1975. Bei den Zahlen handelt es sich um amtliche Fortschreibungen des Landesbetriebs Information und Technik NRW, die Angabe für 1987 ist ein Volkszählungsergebnis und die Zahlen ab 1990 sind Fortschreibungen auf Basis der Volkszählung von 1987, ab 2012 Fortschreibungen auf Basis des Zensus 2011. Die Angaben beziehen sich vor 1985 auf die Wohnbevölkerung und ab diesem Zeitpunkt auf die Bevölkerung am Ort der Hauptwohnung.

Bevölkerungsentwicklung zwischen 1975 und 2017

| Jahr            | Einwohner |
| --------------- | --------- |
| 1975 (31. Dez.) | 15.436    |
| 1980 (31. Dez.) | 16.181    |
| 1985 (31. Dez.) | 15.700    |
| 1987 (25. Mai)  | 14.893    |
| 1990 (31. Dez.) | 15.743    |
| 1995 (31. Dez.) | 17.493    |
| 2000 (31. Dez.) | 17.861    |
| 2005 (31. Dez.) | 17.581    |
| 2008 (31. Dez.) | 17.184    |

| Jahr            | Einwohner |
| --------------- | --------- |
| 2010 (31. Dez.) | 16.886    |
| 2011 (31. Dez.) | 16.704    |
| 2012 (30. Juni) | 16.651    |
| 2012 (31. Dez.) | 16.722    |
| 2015 (31. Dez.) | 16.713    |
| 2016 (31. Dez.) | 16.449    |
| 2017 (31. Dez.) | 16.374    |
| 2018 (31. Dez.) | 16.270    |
| 2022 (31. Dez.) | 16.372    |

## Politik
- CDU: 17
- Zukunft: 3
- UWG/CWG: 4
- SPD: 5
- Grüne: 5

### Stadtrat
Die folgende Tabelle zeigt die Zusammensetzung des Stadtrats und die Kommunalwahlergebnisse seit 1975 (nur Ergebnisse mit mindestens 1 % Stimmenanteil).
|                 | 2020  | 2020  | 2014   | 2014   | 2009   | 2009   | 2004   | 2004   | 1999   | 1999   | 1994   | 1994   | 1989   | 1989   | 1984   | 1984   | 1979   | 1979   | 1975  | 1975  |
| Partei          | Sitze | %     | Sitze  | %      | Sitze  | %      | Sitze  | %      | Sitze  | %      | Sitze  | %      | Sitze  | %      | Sitze  | %      | Sitze  | %      | Sitze | %     |
| --------------- | ----- | ----- | ------ | ------ | ------ | ------ | ------ | ------ | ------ | ------ | ------ | ------ | ------ | ------ | ------ | ------ | ------ | ------ | ----- | ----- |
| CDU             | 17    | 48,79 | 17     | 50,8   | 15     | 45,5   | 17     | 53,89  | 18     | 56,51  | 21     | 51,22  | 19     | 46,40  | 24     | 60,93  | 26     | 66,77  | n/v   | 65,27 |
| SPD             | 05    | 15,57 | 07     | 22,2   | 06     | 20,3   | 07     | 21,89  | 07     | 23,16  | 11     | 27,35  | 11     | 28,43  | 12     | 31,07  | 13     | 33,23  | n/v   | 25,21 |
| UWG/CWG1        | 04    | 12,70 | 04     | 14,1   | 04     | 12,1   | 05     | 14,61  | 05     | 14,56  | 04     | 11,75  | 06     | 14,56  | −      | −      | −      | −      | −     | −     |
| Zukunft2        | 03    | 07,94 | 01     | 02,0   | 03     | 10,8   | 0−     | −      | 0−     | −      | 0−     | −      | 0−     | −      | −      | −      | −      | −      | −     | −     |
| GRÜNE           | 05    | 14,86 | 02     | 07,9   | 02     | 06,6   | 02     | 06,44  | 02     | 05,77  | 03     | 09,68  | 03     | 07,39  | 03     | 07,99  | −      | −      | −     | −     |
| FDP             | −     | −     | 01     | 02,9   | 02     | 04,7   | 01     | 03,17  | −      | −      | −      | −      | 0      | 03,21  | −      | −      | −      | −      | −     | −     |
| Sonstige3       | −     | −     | –      | –      | −      | −      | −      | −      | −      | −      | −      | −      | −      | −      | −      | −      | −      | −      | n/v   | 09,52 |
| Gesamt4         | 34    | 100   | 32     | 100    | 32     | 100    | 32     | 100    | 32     | 100    | 39     | 100    | 39     | 100    | 39     | 100    | 39     | 100    | n/v   | 100   |
| Wahlbeteiligung | 58,6  | 58,6  | 57,2 % | 57,2 % | 62,7 % | 62,7 % | 63,0 % | 63,0 % | 67,9 % | 67,9 % | 84,3 % | 84,3 % | 75,1 % | 75,1 % | 74,2 % | 74,2 % | 75,3 % | 75,3 % | n/v   | n/v   |

| 1 Unabhängige Wählergemeinschaft/Christliche Wählergemeinschaft 2 Liste Zukunft | 3 Wählergruppe(n) derzeit nicht bekannt 4 ohne Berücksichtigung von Rundungsdifferenzen |

### Bürgermeister
Bürgermeister ist seit dem 30. August 2009 Hermann Temme (CDU, 64,3 % der gültigen Stimmen). Er wurde bei der Kommunalwahl 2014 mit 71,7 % und erneut 2020 mit 81,6 % der gültigen Stimmen im Amt bestätigt.

### Wappen, Banner, Flagge und Dienstsiegel
Der Stadt Brakel ist mit Urkunde  des Regierungspräsidenten Detmold vom 19. Dezember 1974 die Genehmigung erteilt worden, Wappen, Banner, Flagge und Dienstsiegel zu führen.
Wappenbeschreibung:
In Rot zwischen zwei silbernen (weißen) oben durch einen Ziergiebel verbundenen, spitzbedachten Türmen ein grüner Schild mit drei silbernen (weißen) Pfählen, im Schildhaupt überdeckt von einem roten Balken, der mit drei goldenen (gelben) Kugeln belegt ist.
Bedeutung:
Der kleine Schild mit dem Torgatter, der auf Brakeler Münzen bereits 1227 vorkommt, ist das Wappen der Herren von Brakel, die bis zu ihrem Aussterben in männlicher Linie 1268 die Stadtherren waren. An der Südseite des Rathauses befindet sich ein Wappenstein, wohl aus dem 16. Jahrhundert, der nur diesen Schild der Herren von Brakel zeigt. Auch die Paderborner Wappenhandschrift des 18. Jahrhunderts enthält als Wappen von Brakel nur diesen Schild. Seit dem Ende des 13. Jahrhunderts führt die Stadt Brakel ein Siegel, welches die unter „Beschreibung“ wiedergegebene Darstellung enthält. Ein seit 1316 gebrauchter Siegelstempel wird heute noch im Stadtarchiv aufbewahrt. Als im Jahre 1907 das Wappen neu festgesetzt wurde, wählte die Stadt als Vorbild den Siegelstempel von 1316. Die Farbgebung des Wappenschildes der Herren von Brakel entspricht den Stadtfarben, da die Wappenfarben des ausgestorbenen Stadtherrengeschlechtes nicht bekannt sind. In dieser Form erhielt das Wappen am 18. März 1908 die Genehmigung des Königs von Preußen, wozu Brakel damals gehörte.
Banner: Von Grün und Weiß längsgestreift mit dem Wappenschild der Stadt in der Mitte der oberen Hälfte.
Flagge: Von Grün und Weiß längsgestreift mit dem von der Mitte zur Stange verschobenen Wappenschild der Stadt.
Dienstsiegel: Das Siegel trägt oben die Umschrift STADT und unten die Umschrift BRAKEL.
Das Siegelbild zeigt den Wappenschild, in dem der Inhalt des Stadtwappens in Umrissen wiedergegeben ist.

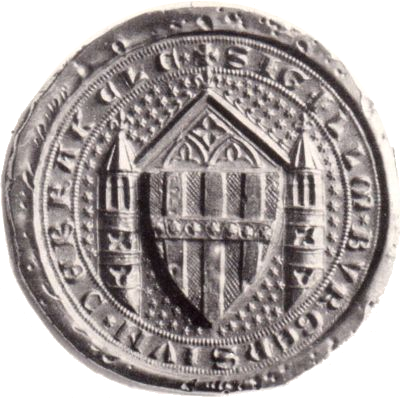
Historisches Siegel von 1316
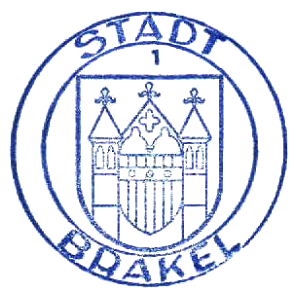
Heutiges Dienstsiegel der Stadt
Stadtwappen
Banner
Hissflagge

### Städtepartnerschaften
Die Stadt Brakel unterhält seit 1971 eine Städtepartnerschaft mit der Gemeinde Wetteren in Belgien. Diese begründet sich durch das bis 1995 in der Stadt stationierte 43. belgische Artilleriebataillon. Die Partnerschaft wurde im Laufe der Jahre durch regelmäßige gegenseitige Besuche ausgeweitet und gefestigt.
Seit 1991 ist die Gemeinde Zirkow auf Insel Rügen Brakel in einer Partnerschaft verbunden. Nach anfänglichen Arbeitsbesuchen auf Verwaltungsebene zur Hilfestellung im Rahmen der Einführung der kommunalen Selbstverwaltung finden inzwischen Begegnungen zwischen befreundeten Vereinen statt.
Darüber hinaus ist Brakel Mitglied des Städtebundes der Neuen Hanse.

## Militär

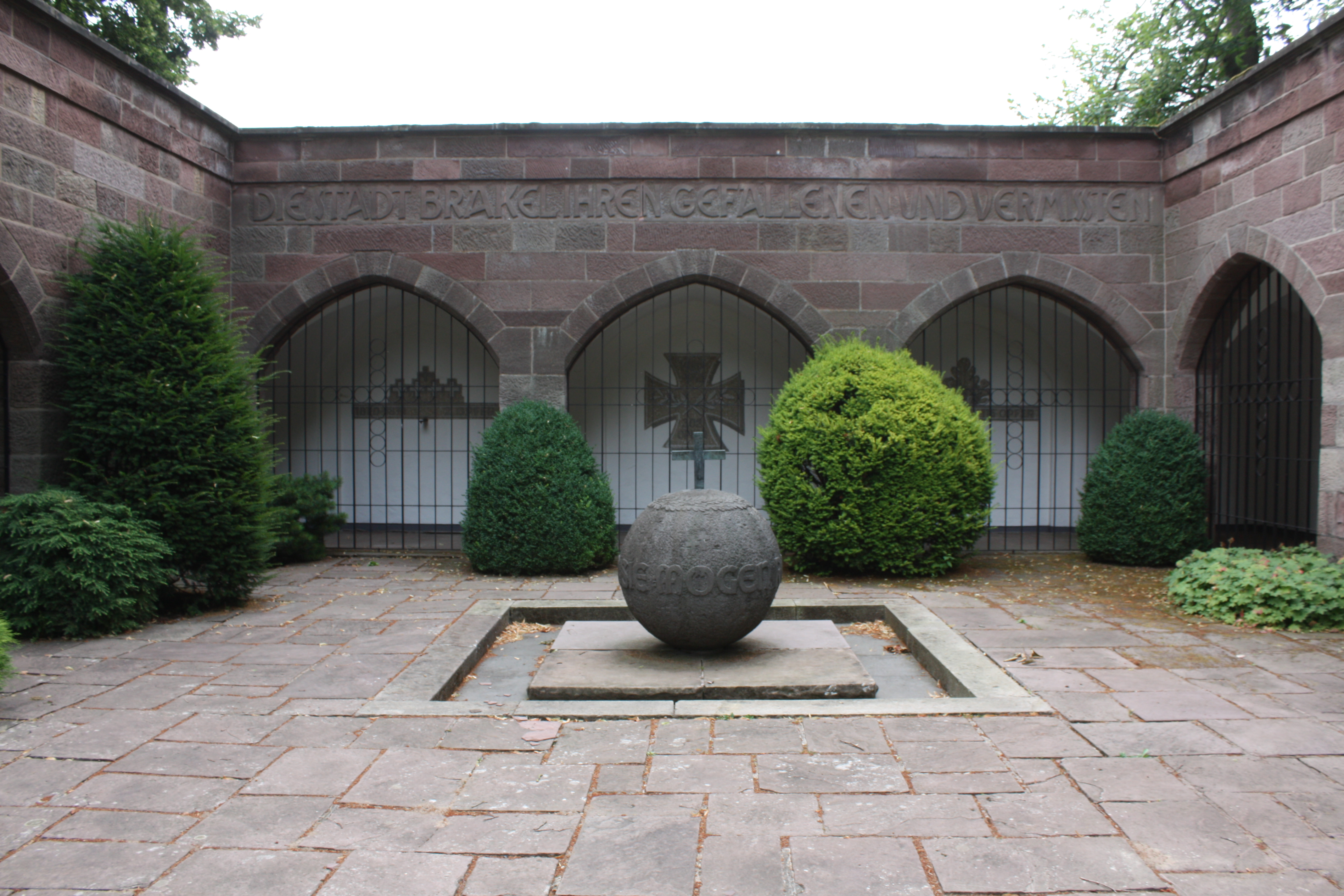
Ehrenmal

Am 9. März 1955 errichteten die britischen Streitkräfte im Ortsteil Auenhausen nahe Borgentreich eine Radarstellung mit einem Radom. Die Luftwaffe der Bundeswehr übernahm diesen Frühwarnstandort am 1. April 1959 und gliederte sie ab 1960 der Flugmeldeabteilung 331 ein, später zur III. Abt/Fernmelderegiment 33 und I. Abt/Fernmelderegiment 34. In den 1980er-Jahren gehörte der Standort zu Radarführungsabteilung 15 in Borgentreich (bis 1993). Heute existiert noch mit 40 Dienstposten ein Abgesetzter Technischer Zug 242 der Luftwaffe, der als ein geografisch abgesetzter Standort dem heutigen Einsatzführungsbereich 2 der Luftwaffe unterstellt ist und betreibt ein Phased-Array Radarsystem vom Typ GM 406F zur Luftverteidigung.
Von Juni 1966 bis zum 30. Mai 1995 war in der Maenhout-Kaserne das Artilleriebataillons 43A der belgischen Armee mit mobilen Flugabwehrraketen vom Typ MIM-23 HAWK stationiert. Dazu gehörten die Radarstellung in Rheder und Flugabwehrraketenstellungen in Bosseborn, Bad Driburg, Tietelsen und Willebadessen.

## Kultur und Sehenswürdigkeiten

### Theater
Von 1958 bis 1963 wurde und wieder seit 1977 wird auf der Freilichtbühne Bökendorf alljährlich ein Erwachsenen- und ein Kinderstück aufgeführt. Saison ist von Ende Mai bis Anfang September.

### Museen
Der Heimat- und Museumsverein unterhält im Obergeschoss des Hauses des Gastes in Brakel ein Stadtmuseum. Auf etwa 100 m² wird die Entwicklung der Stadt seit der jungsteinzeitlichen Besiedlung bis heute gezeigt. Zu den Exponaten zählen steinzeitliches Werkzeug, Keramik, Glas- und Metallfunde sowie Gesangbücher der jüdischen Gemeinde.
Das Ükernmuseum von Walter Kreimeyer (1932–2002) war das erste Museum in der Stadt. Ein Stockwerk seines Wohnhauses in der Straße Ostmauer 8 beherbergte eine umfangreiche Sammlung, die er als aufmerksamer Beobachter über Jahre zusammengetragen hatte. Darunter sind heute wertvolle Objekte, die er bei Hausräumungen aus Containern genommen hat. Das Museum war beliebter Ort von Schulklassen und Interessierten und wurde von 1987 bis 1997 betrieben. 300 Objekte der Sammlung wurden Teil des 1997 gegründeten Stadtmuseums Brakel im Haus des Gastes.
Die Firma FSB Franz Schneider, die Beschläge herstellt, betreibt in ihren Räumen ein Museum mit Objekten der eigenen Firmengeschichte (z. B. Modelle und Motive aus Werbekampagnen). An das Museum ist eine Bibliothek für Designgeschichte angegliedert.
Das  Husarenmuseum Rheder existiert seit 2003 und ist in der Vorburg von Schloss Rheder untergebracht. Hier werden Uniformen und Ausrüstungsgegenstände der blauen Husaren aus Paderborn und aus dem Schloss Neuhaus des 19. und 20. Jahrhunderts gezeigt. Es finden sich dort aber auch Exponate aus der Kaiserzeit und aus dem 18. Jahrhundert.
Das Urdorf Museum in Bellersen zeigt eine Ausstellung über die Germanen vor 2000 Jahren. In dem Fachwerkhaus ist auch das Dorfmuseum untergebracht.
Die am 26. Mai 2018 eröffnete Modellbundesbahn zeigt als H0-Modellbahnanlage (1:87) den Betrieb der Deutschen Bundesbahn im Sommer 1975 in und um Ottbergen, dem Lokwechselbahnhof der schweren Dampflokomotiven Baureihe 44 im Weserbergland. Neben den Bahnhöfen Ottbergen und Bad Driburg sind einige Brakeler Motive wie die Nethebrücke am Bootshaus und der Schäferhof zu sehen. In den kommenden zehn Jahren soll die Modellbundesbahn in drei Bauabschnitten auf bis zu 300 m² Anlagenfläche ausgebaut werden.

### Musik
In Brakel existieren zwei Fanfarenzüge, drei Chorgemeinschaften, vier Spielmannszüge und fünf weitere Musikkapellen und -vereine.
Von 2011 bis 2015 fand in Brakel jährlich das Musikfestival Summer City Beats statt. Im Ortsteil Hembsen veranstaltet der Hembser Kulturverein e. V. seit 2021 immer am letzten Samstag im August das KRAUT UND RÜBEN-Musikfestival.

### Bauwerke

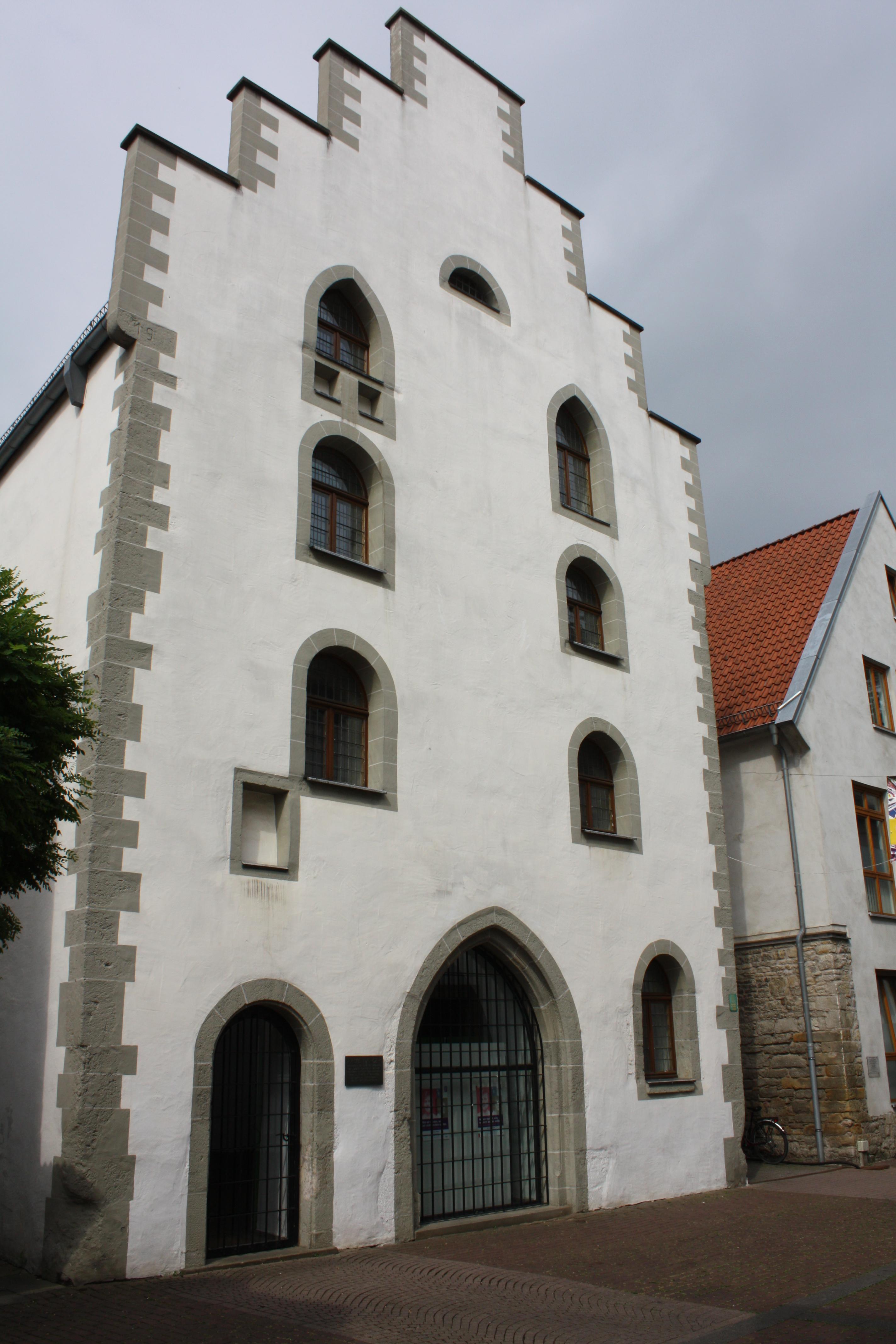
Alte Waage

Die Alte Waage am Markt wurde um 1350 als Sitz der Ritter von Modexen errichtet. Der Giebel ist in gotischen Formen erbaut. 1479 wurde das Gebäude an die Stadt verpfändet und ging 1553 in ihr Eigentum über. Bis 1840 war hier die öffentliche Waage untergebracht. 1868 wurde das Gebäude restauriert und die Obergeschosse, die früher als Kornmagazin dienten, wurden in Wohnungen umgebaut. Das Erdgeschoss wurde zunächst Feuerwehrhaus. Seit 1980 sind Ratssitzungssaal, Stadtarchiv und Ausstellungsräume im Gebäude untergebracht.
Die 8-eckige Annenkapelle wurde 1719 errichtet. Hermann Ludwig von Asseburg, Drost und Edelherr zu Hindenburg, gelobte gemeinsam mit seiner Frau Odilie Elisabeth von Haxthausen aus Welda diese Kapelle zu errichten. Nach seinem Tod ließ seine Frau Maria Elisabeth zu Schell aus Rechen die Kapelle errichten. Sie dient als Station zur jährlichen Annenprozession, die seit dem 21. Juli 1700 begangen wird.

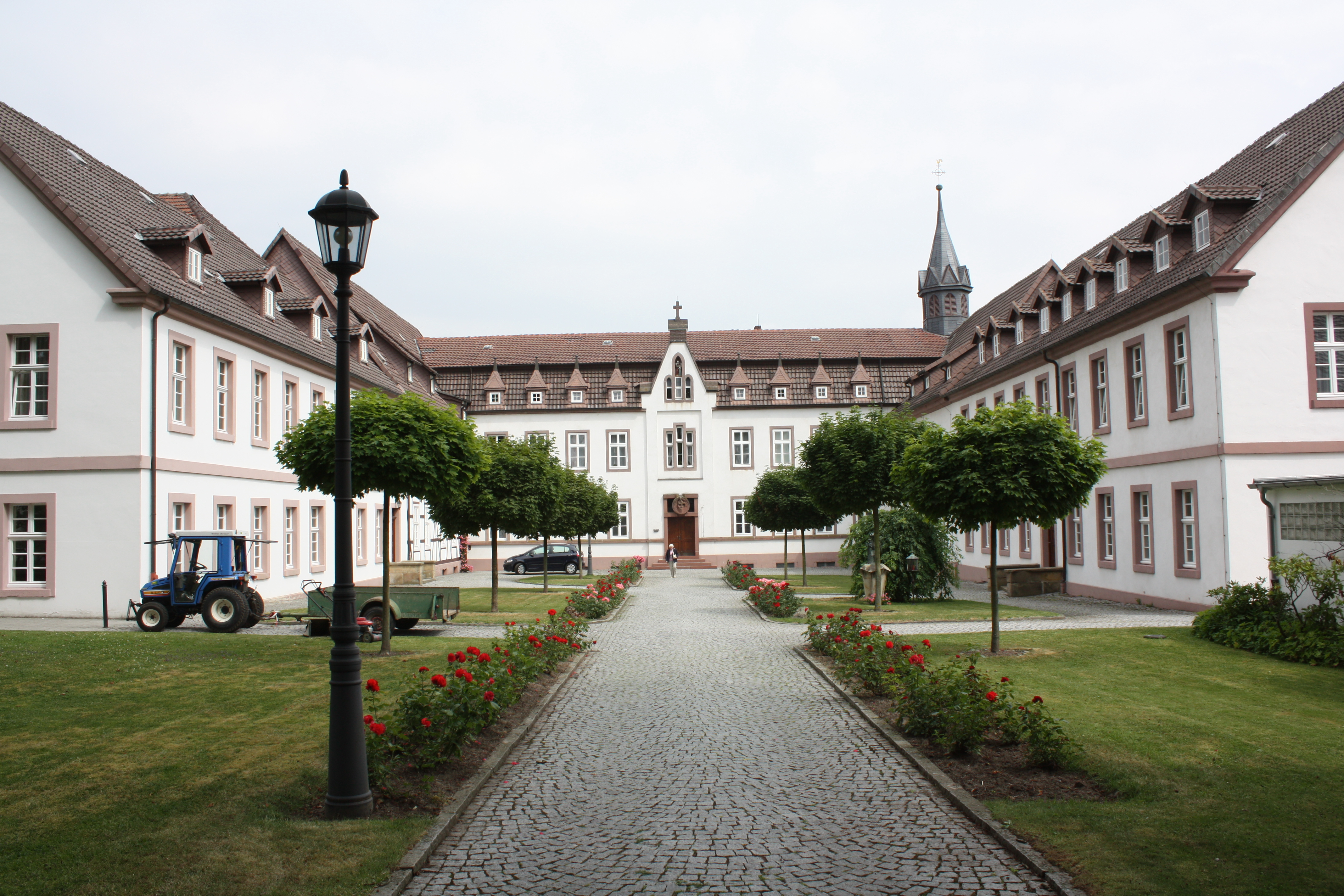
Kloster Mariae Opferungstal

Das Kloster Mariae Opferungstal in Brede wurde 1483 gegründet. Die Brüder Bernhard und Dietrich von Asseburg stellten hierfür Grundstücke und finanzielle Mittel zur Verfügung. 1490 wurde die Gründung der Augustinessen von Bischof Simon von Paderborn bestätigt. Später betrieben die Armen Schulschwestern von Unserer Lieben Frau verschiedene Schulen. Das Kloster ist mittlerweile aufgelöst; im Gebäude sind bis heute die Schulen der Brede untergebracht, ein privates Gymnasium, ein Berufskolleg und eine Realschule unter der Trägerschaft der Stiftung Schulen der Brede des Erzbistums Paderborn.

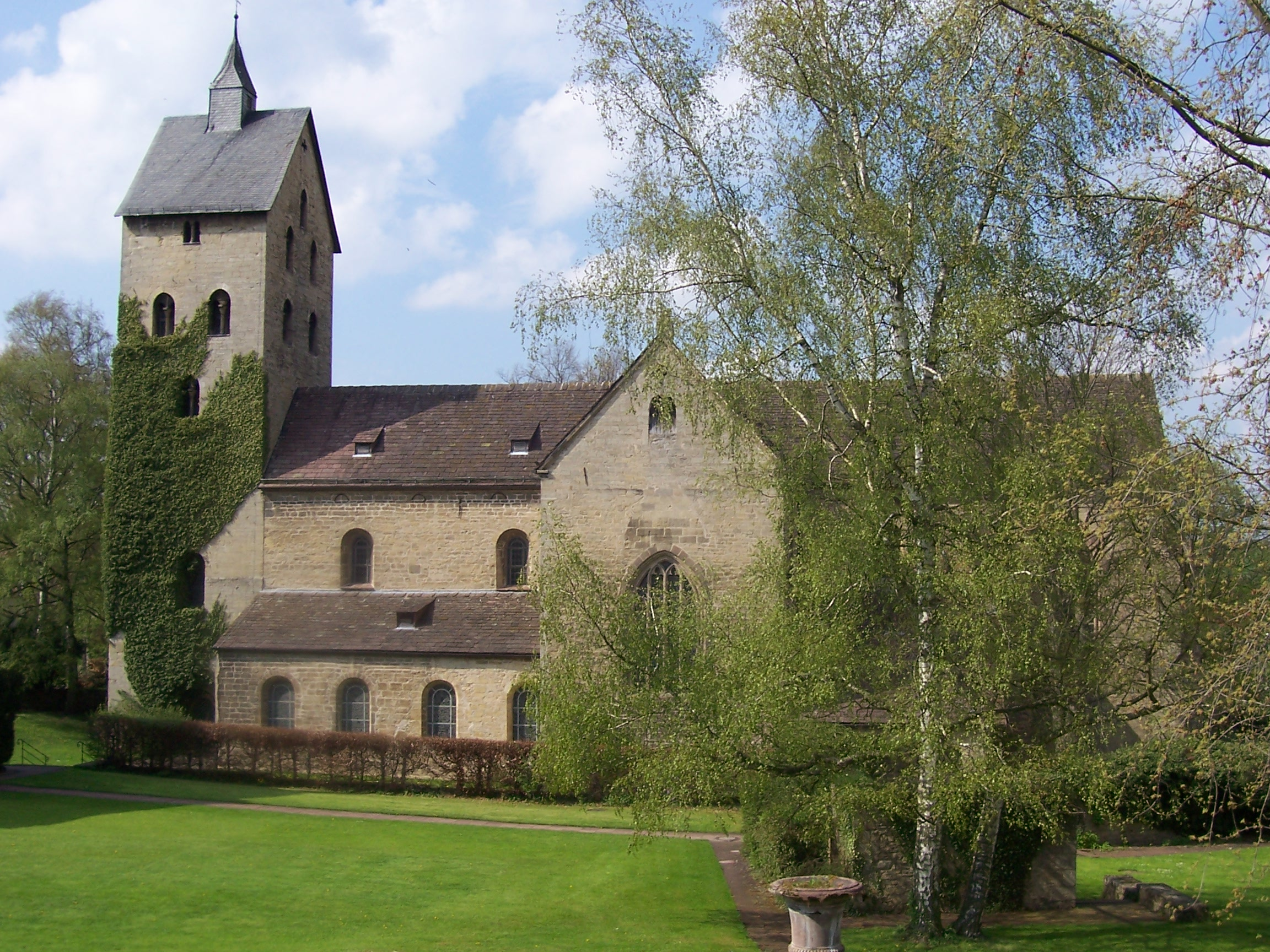
Die ehemalige Stifts- und heutige Pfarrkirche St. Peter und Paul in Gehrden

Die Pfarrkirche St. Peter und Paul ist die ehemalige Stiftskirche des Benediktinerinnenklosters Gehrden, welches 1142 gegründet wurde. Die Kirche wurde zwischen 1150 und 1190 als romanische Pfeilerbasilika errichtet. Ihre Ausstattung ist barock. Das Glockengeläut gilt als das größte Westfalens. In der zweiten Hälfte des 17. Jahrhunderts wurden die barocken Klostergebäude wieder hergerichtet. 1810 wurde das Kloster aufgehoben, an den Grafen Bocholtz verkauft und zu einem Schloss umgebaut. Das Schloss wurde bis 2011 als Familienerholungsheim genutzt und ist heute ein 4-Sterne-Hotel.
Die Hinnenburg liegt auf einer Bergkuppe nördlich von Brakel und wurde 1237 erstmals urkundlich erwähnt. Sie war zunächst Sitz des Ritters Berthold von Brakel und fiel später in den Besitz von Burchard von der Asseburg. Im 17. und 18. Jahrhundert wurden die Gebäude erneuert. Das Hauptgebäude der Renaissance ist dreigeschossig mit einem Eckturm im Süden.

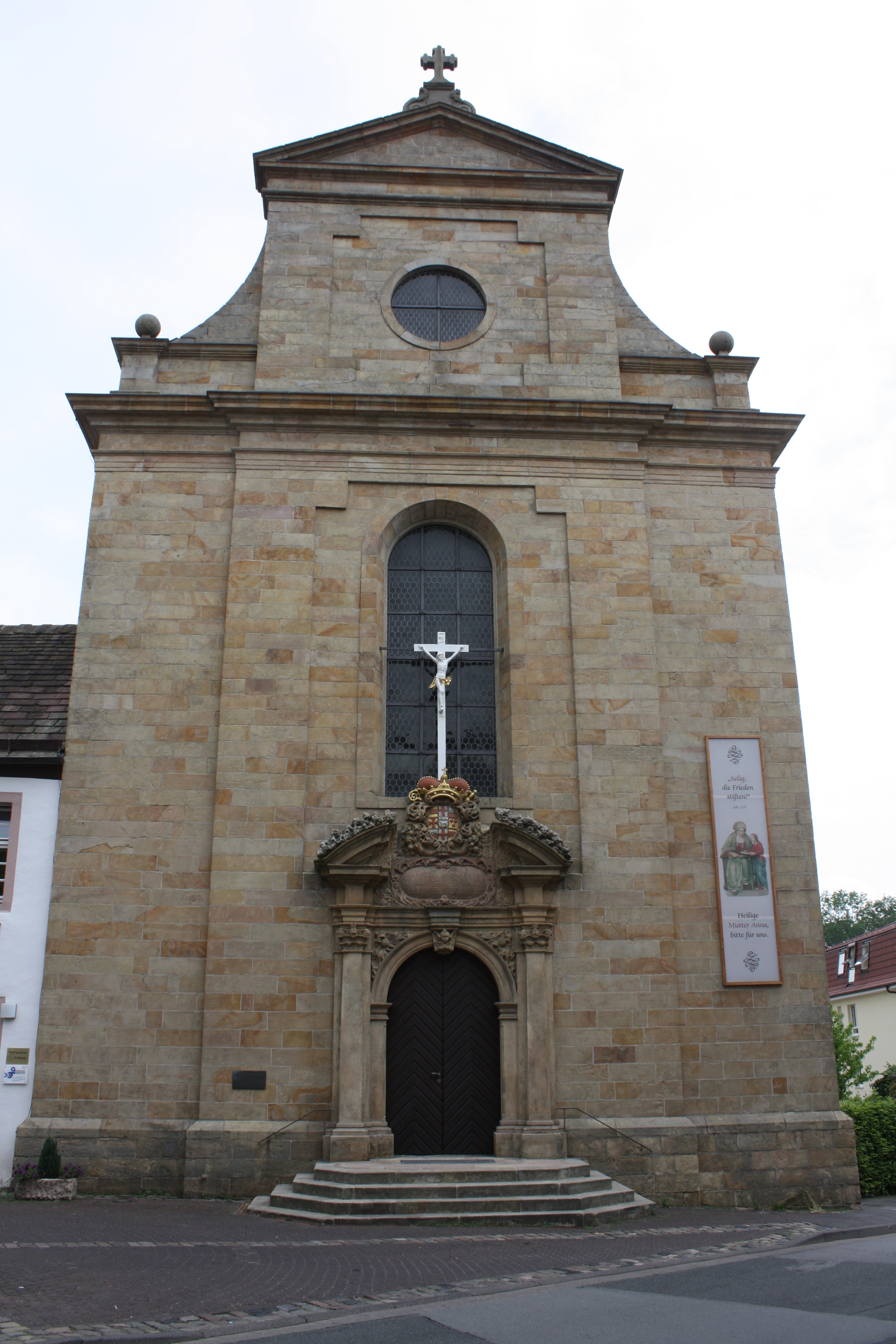
Kapuzinerkirche

Die Kapuzinerkirche wurde 1715 bis 1718 als erstes Werk von Johann Conrad Schlaun errichtet. 1645 kamen die Kapuziner nach Brakel und nutzten zunächst die Hospitalkirche für die Gottesdienste. Fürstbischof Franz Arnold von Wolff-Metternich zur Gracht beauftragte mit Schlaun mit dem Neubau der Kirche. Der Provinzial der Kapuziner lehnte einen ersten Entwurf Schlauns ab, so dass die barocke Fassade der Kirche eher schlicht gehalten ist. Über dem Portal der Kirche ist das Wappen des Bischofs zu sehen.
Die katholische Pfarrkirche St. Michael ist eine Saalkirche mit eingezogenem Rechteckchor. Bei der Restaurierung 1998 fand man heraus, dass eine erste Kirche bereits im neunten bis zwölften Jahrhundert existierte. Die heutige romanische Kirche wurde als Pfeilerbasilika mit einschiffigem Querschiff und drei Apsiden von Werner von Brakel errichtet. Im 14. Jahrhundert wurde die Apsis abgerissen und durch ein gotisches Hochchor ersetzt. Ebenso wurde die Bedachung des Turmes gotisiert. 1517 brannte die Kirche und das südliche Seitenschiff wurde neu erbaut. Im 19. Jahrhundert brach man den Turm ab und errichtete einen neuen. Bereits für 1349 ist in der Kirche eine Orgel bezeugt. Die heutige Orgel ist mit vier Ölgemälden des Brakeler Malers Johann Georg Rudolphi verziert. Ferner gehören eine Kanzel von 1622, der steinerne Hochaltar von 1748 sowie ein Grabstein der Familien von Asseburg und Haxthausen zur Ausstattung.

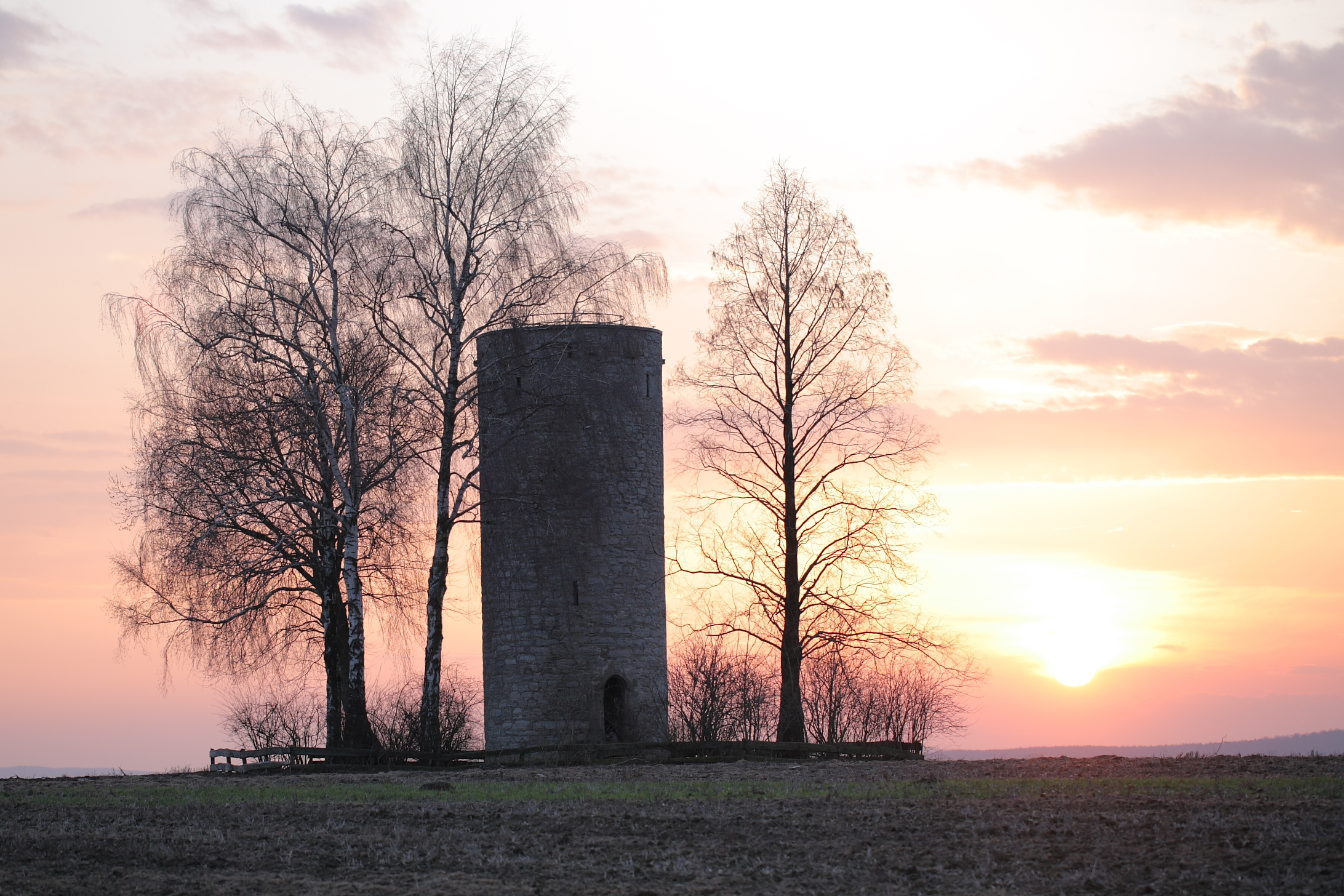
Modexer Turm bei frühlingshaftem Sonnenuntergang

Die Modexer Warte, auch Modexer Turm genannt, ist ein erstmals 1383 erwähnter früherer Wartturm nordöstlich von Brakel. Sie diente als Wachposten zwischen Landwehr und der Stadt Brakel. Der Name ist an die Hofgruppe Modexen angelehnt, die in der Mitte des 14. Jahrhunderts wüst fiel. Nach mehreren Renovierungen dient der 12,6 m hohe Turm heute als Aussichtsturm.

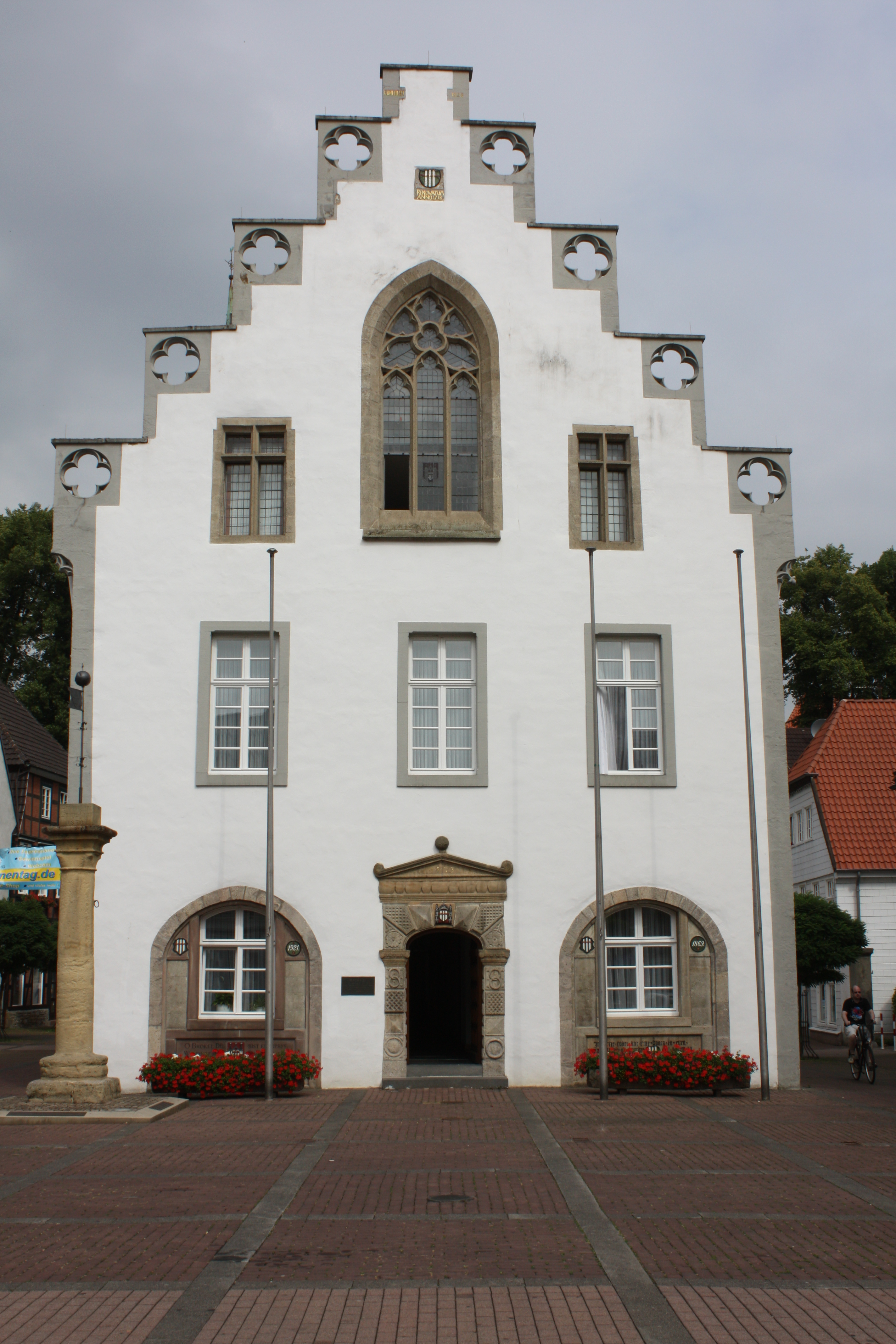
Rathaus, davor die Rolandsäule

Das Rathaus der Stadt stammt aus dem 13. Jahrhundert. Der Treppengiebel ist von Vierpässen durchbrochen; das südliche Portal ist im Renaissance-Stil errichtet und trägt die Jahreszahl 1573. Es ist mit einem Korbbogen und verzierter Quadereinfassung versehen.
Die gotische Rolandsäule auf dem Marktplatz wurde im 14. Jahrhundert errichtet und misst 5,45 Meter in der Höhe. Sie zeigte die Marktrechte der Stadt Brakel und wurde später als Pranger genutzt.

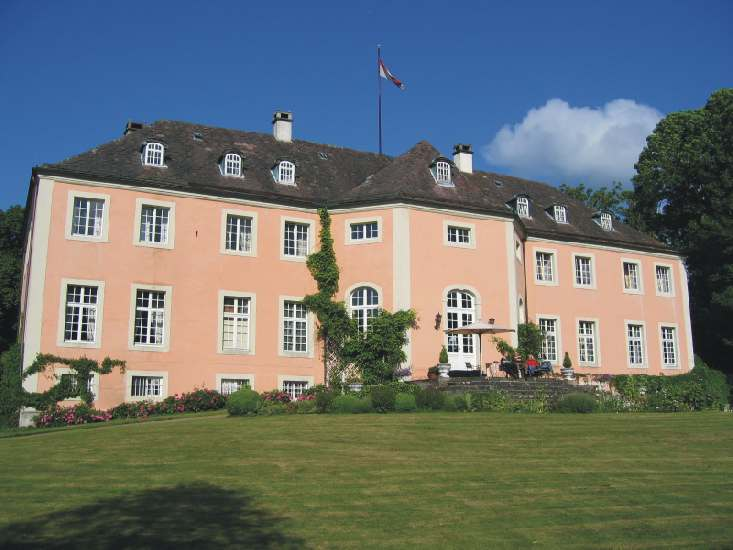
Schloss Rheder

Das Schloss Rheder wurde 1750 als Wasserburg errichtet. Im schlichten Herrenhaus sind die Rokokoräume mit Stuck verziert. Im Mittelsaal finden sich mythologische Darstellungen an der Decke und Familienporträts an den Wänden. In einem Kabinett hat sich eine Chinatapete von 1770 erhalten. Burchard von Mengersen ließ in dieser Zeit auch die Wirtschaftsgebäude von Johann Conrad Schlaun erneuern. Zu Beginn der 1970er-Jahre wurde das Dach mit Wesersandsteinplatten neu eingedeckt und die Gebäude neu verputzt. In der Vorburg ist heute ein kleines Husarenmuseum und seit dem 18. Jahrhundert eine Brauerei.

### Parks und Naturdenkmäler
Der Gutspark Abbenburg ist ein privater, nicht öffentlich zugänglicher, historischer Landschaftspark von etwa 1 ha Größe. Annette von Droste-Hülshoff beschrieb den Zustand des Gartens zur ersten Hälfte des 19. Jahrhunderts folgendermaßen: „Ungefähr 200 Schritte vom Hause (nach der stillen Seite) ein sehr hoher und breiter Laubengang, in der Mitte abgebrochen, wo eine herrliche Linde steht mit steinernem Tische und Bänken drum her.“ Östlich des Herrenhauses schließen sich an diesen Bereich eine von Laubbäumen und Koniferen umrandete Wiese sowie ein Teich an. Ein weiterer Bereich südlich einer Bruchsteinmauer, die eine Burgmauer gewesen sein könnte, wurde vermutlich als Nutzgarten bewirtschaftet. Noch heute ist der von Annette von Droste-Hülshoff beschriebene Bereich zum Gut noch gut als Hügel nebst Linde erkennbar. Auch einige Hainbuchen, die vermutlich zum Restbestand des Laubenganges gehörten, sind noch vorhanden. Der östliche Gartenbereich ist, wie auch die hausnahen Bereiche, gut gepflegt. Der Bereich um den Teich ist jedoch verwildert.

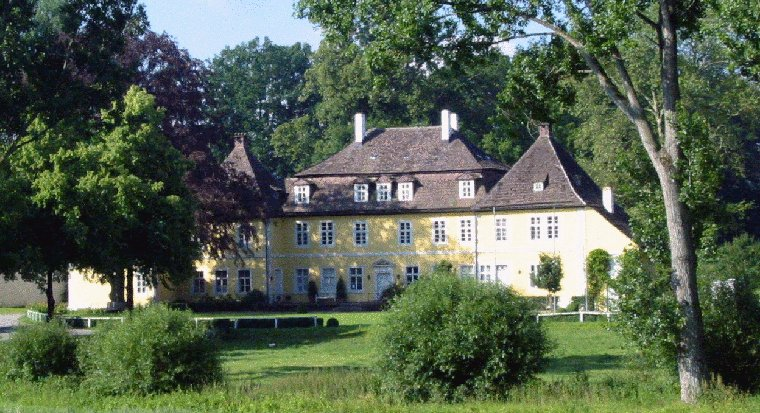
Gut Bökerhof

Der Gutspark Bökerhof ist ein privater historischer Gutspark von etwa 3 ha Größe und öffentlich zugänglich. Erste Hinweise auf einen Garten gibt es zur 2. Hälfte des 18. Jahrhunderts. Wenige alte Buchen, Kastanien, Fichten, Ulmen und eine stattliche Platane auf der Schlosswiese sind erhaltengebliebene Zeugnisse aus der Entstehungszeit. Hervorzuheben ist der historische Laubengang, der den Park auf einer Länge von mehreren hundert Metern am nördlichen und westlichen Rand begrenzt. Er ist überwiegend mit Hainbuchen bepflanzt, der so beschnitten wurde, dass sich ein dichtes Blätterdach gebildet hat. Ursprünglich umgrenzte dieser Laubengang auch den südlichen Bereich des Parks. Auf einem Platz vor dem Herrenhaus wurde ein Rasenrondell mit einer Umfassung aus Buchsbaum und kugelförmig geschnittenen Buchsbäumen angelegt.
Der Gutspark Hainhausen ist ein privater, nicht öffentlich zugänglicher, historischer Landschaftspark von etwa 3 ha Größe. Entlang der Zufahrt zum Gut wurden barocke Gartenskulpturen, die Zwerger darstellen, und Pflanzschalen auf Postamenten vom ehemaligen Barockgarten am Schloss Hinnenburg aufgestellt. Weite Rasenflächen mit Laubsträuchern und Nadelbäumen sowie eine Eichenweide mit alten Solitärbäumen kennzeichnen den Garten.
Der Schlosspark Hinnenburg ist ein privater Landschaftspark mit ursprünglich 15 ha Größe. Der Außenbereich der Burganlage ist über Wanderwege öffentlich zugänglich. Die Anlage ist mittlerweile vorwiegend bewaldet und daher nur noch archäologisch nachweisbar. Im oberen freigehaltenen Bereich, der heute als Weide genutzt wird, sind die ehemaligen barocken Gartenterrassen noch als Geländestufen sichtbar.
Der Kurpark Kaiserbrunnen ist etwa 18 ha groß und öffentlich zugänglich. Der Park umfasst eine schwefelhaltige Mineralquelle, die seit dem 18. Jh. bekannt ist und wurde nach einer gescheiterten wirtschaftlichen Nutzung der Quelle angelegt und 1913 umfassend erweitert. Das Brunnenhaus wurde Anfang der 1960er-Jahre erbaut. Es sind Rundwege um zwei größere Teiche, ein Waldrestaurant mit Außenterrasse und ein Kinderspielplatz vorhanden.
Der westliche Teil des Parkes jenseits der Brunenallee wird Kaiser-Wilhelm-Hain genannt. Der Gedenkstein wurde 1908 von der Gemeinde zu Ehren Kaiser Wilhelms II. aufgestellt. Er hatte während des Kaisermanövers 1907 an dieser Stelle sein Zelt aufgebaut.

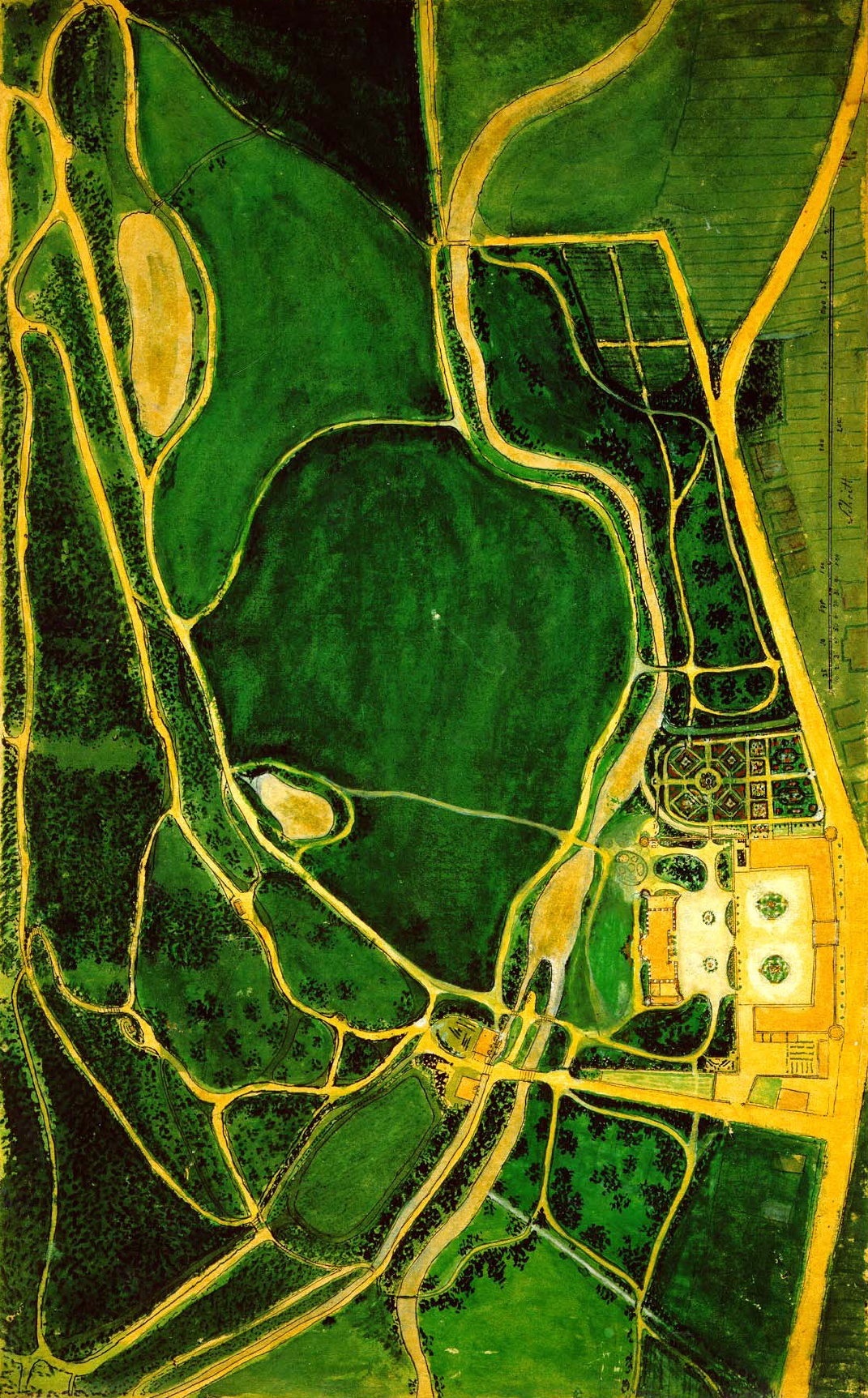
Areal des Schlosses Rheder

Zum gleichnamigen in Privatbesitz befindlichen Schloss gehört der Landschaftspark Rheder mit einer Größe von heute 8 ha. Schlossnahe Bereiche sind nicht öffentlich zugänglich. Das Hauptmerkmal des Parks ist eine breite Sichtachse an der Gartenseite des Schlosses. Der Park wird wesentlich durch den Wechsel von weiten Flächen mit zwei Teichen und dichten Gehölzen bestimmt. Zahlreiche Wege und Treppen sind vorhanden. Seit 1949 ist der Park als Naturschutzgebiet Sieseberg ausgewiesen.
Die mehrere hundert Meter lange Prozessionsanlage Katharinenkapelle ist öffentlich zugänglich. Der Weg auf den Katharinenberg wird von einer Allee mit Kastanien und Linden flankiert.
Der Schlosspark Gehrden ist etwa 2 ha groß und öffentlich zugänglich. Er entstand Anfang des 19. Jahrhunderts im Norden des Schlosses auf Basis eines bis dahin vorhandenen klösterlichen Nutzgartens und besteht wesentlich aus einem kleinen Teich mit einer Grotte als Gestaltungselementen. Erhalten sind eine Bergulme und weitere Solitärbäume, insbesondere eine Hängebuche, eine Blutbuche und ein Bergahorn auffallen. Ganz besonders hervorzuheben ist die sogenannte „Zwölf-Apostellinde“, die heute drittälteste Linde Deutschlands, die aus der Frühzeit des Klosters erhalten blieb. Der Überlieferung zufolge pflanzten Nonnen im 13. Jahrhundert symbolisch für die 12 Apostel die gleiche Anzahl junger Linden so eng aneinander, dass sich daraus ein einzelner Baum bildete. Die Linde hat heute einen Stammumfang von etwa 8 m und einen Kronendurchmesser von mehr als 30 m. Nur einer der ursprünglich zwölf Einzelstämme ist nicht erhalten geblieben. Der Park wurde in den 1960er-Jahren aufwändig umgestaltet.

### Sport
Der lokale Fußballverein SpVg Brakel spielte in den 1990er-Jahren mehrere Spielzeiten in der Oberliga Westfalen. In der Saison 2017/18 spielt die erste Mannschaft in der Landesliga. Die Fußballerinnen des SV Bökendorf stiegen 2018 in die drittklassige Regionalliga West auf.
Außerdem bietet die DJK-Brakel viele Sportarten für Kinder und Jugendliche aber auch Erwachsene vom Ballsport über Leichtathletik bis hin zum Rehasport an. Die 1. Mannschaft der Damen in der Tischtennisabteilung der DJK spielt in der Saison 2019/2020 in der Oberliga NRW mit. Der Inline-Skaterhockeyverein Brakel Blitz spielt mit seiner 1. Mannschaft in der Landesliga Westfalen der ISHD und bietet darüber hinaus Meisterschaftsteams der Damen- und in allen Jugend-Altersklassen.
Für den Breitensport stehen zwei Dreifachsporthallen und mehrere kleinere Hallen sowie Sportplätze zur Verfügung. Weitere Sportangebote der Stadt umfassen eine Bogenschießanlage, Kanusport auf der Nethe, zwei Minigolfanlagen, vier Reithallen, eine Langlauf-Loipe und mehrere Tennisplätze. Frei- und Hallenbad runden das Angebot ab.

### Regelmäßige Veranstaltungen
Der Annentag in Brakel ist die größte Innenstadtkirmes im Weserbergland, die alljährlich am Wochenende des ersten Augustsonntags stattfindet.

### Kulinarische Spezialitäten

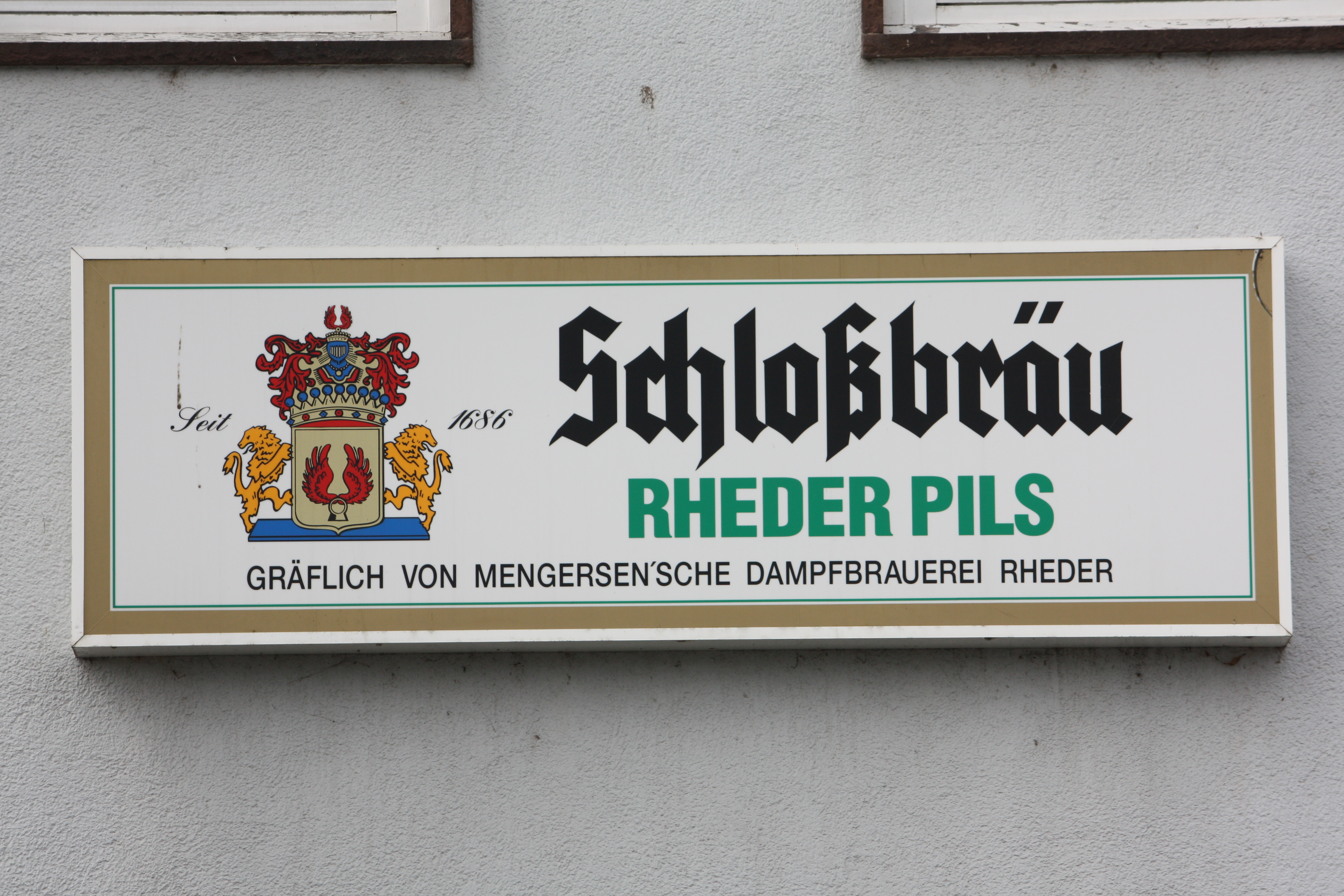
Schloßbräu Rheder

Seit dem 2. Juli 1686 wird im Schloss Rheder Bier gebraut. Für das Schloßbräu Rheder wird Wasser aus dem Naturschutzgebiet Sieseberg bezogen. Neben dem Pils werden süffige Bockbiere und der Husarentrunk, ein Jubiläumsbier, dessen Name auf das preußische Husarenregiment Nr. 8 anspielt, gebraut.

## Infrastruktur und Wirtschaft

### Verkehr
Brakel liegt im Schnittpunkt der Bundesstraßen 64 (Münster–Paderborn–Brakel–Holzminden–Seesen) und 252 (Ostwestfalenstraße) (Blomberg–Brakel–Korbach–Marburg).

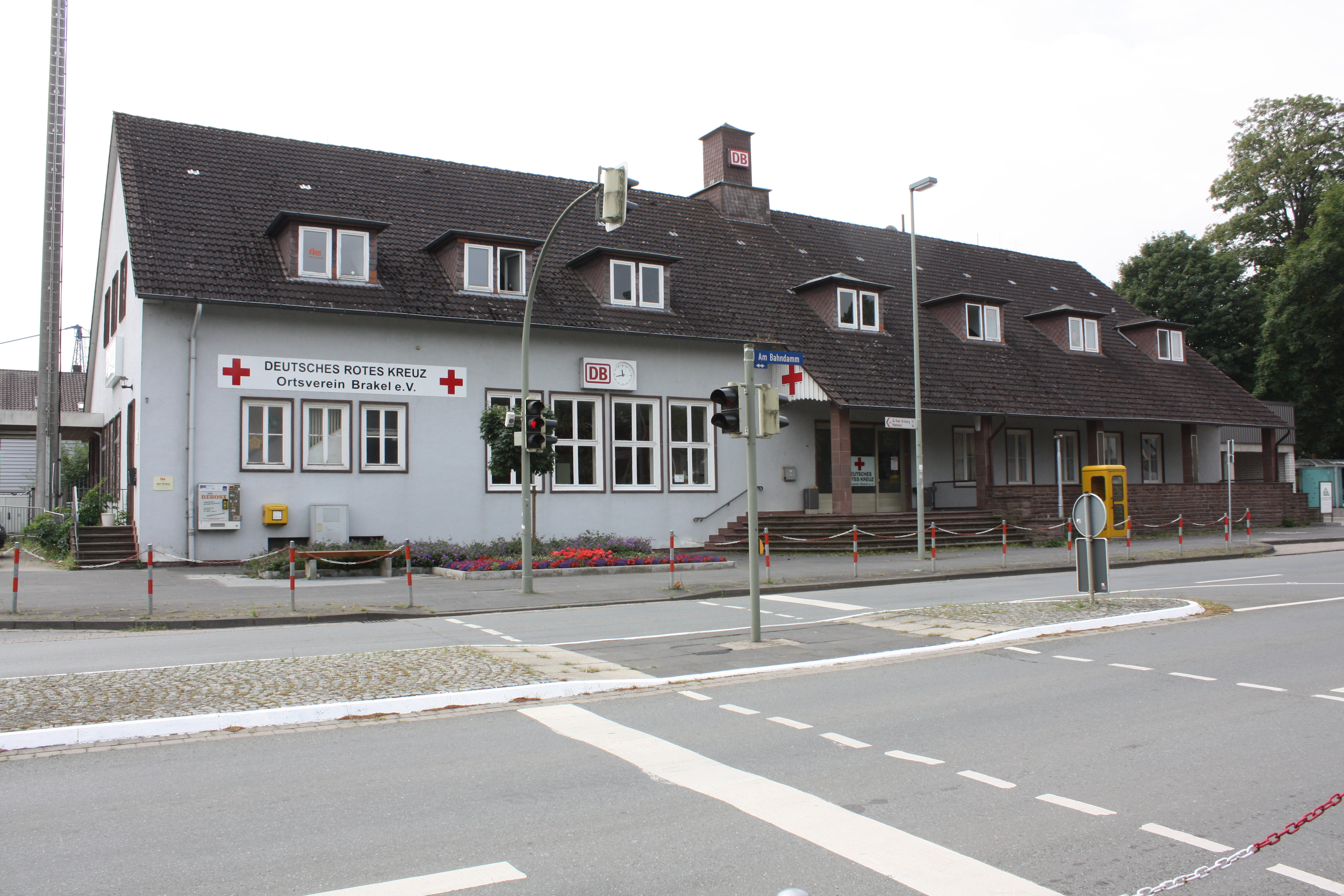
Der Haltepunkt Brakel (Kr Höxter) an der Egge-Bahn

Der Haltepunkt Brakel (Kr Höxter) liegt an der Bahnstrecke Altenbeken–Kreiensen. Die Strecke wird im Stundentakt von der RB 84 „Egge-Bahn“ Paderborn–Ottbergen–Holzminden–Kreiensen bedient. In der Regel fährt ein Zugteil ab Ottbergen weiter über die Sollingbahn und zweigt in Bodenfelde auf die Bahnstrecke nach Göttingen ab.
Durchgeführt wird der Schienenpersonennahverkehr von der NordWestBahn, die Bombardier-Talent-Triebwagen entsprechend der DB-Baureihe 643 für Geschwindigkeiten bis zu 120 km/h einsetzt. Für den gesamten öffentlichen Personennahverkehr gilt der Westfalentarif und tarifraumüberschreitend der NRW-Tarif. Der innerstädtische Busverkehr erfolgt durch die Bürgerbus-Linie 554.

### Medien
An Tageszeitungen erscheinen die Neue Westfälische und das Westfalen-Blatt, sie berichten an sechs Tagen pro Woche über lokale Ereignisse. Die Mantelausgabe beider Zeitungen wird von den jeweiligen Hauptredaktionen aus Bielefeld bezogen. Zudem erscheint vierteljährlich im Hochstift Paderborn und Corveyer Land die Zeitschrift Die Warte für die Kreise Paderborn und Höxter mit Beiträgen zur Regionalgeschichte, Literatur und Kunst.
Brakel gehört zum Berichtsgebiet des Regionalstudios Bielefeld des WDR. Im Gebiet des ehemaligen Hochstifts Paderborn, zu dem auch Brakel gehörte, gibt es seit 1991 den Radiosender Radio Hochstift, der insbesondere regionale Themen aufgreift und im Vergleich zu den überregionalen Sendern (z. B. WDR) einen höheren Höreranteil verzeichnet.

### Öffentliche Einrichtungen

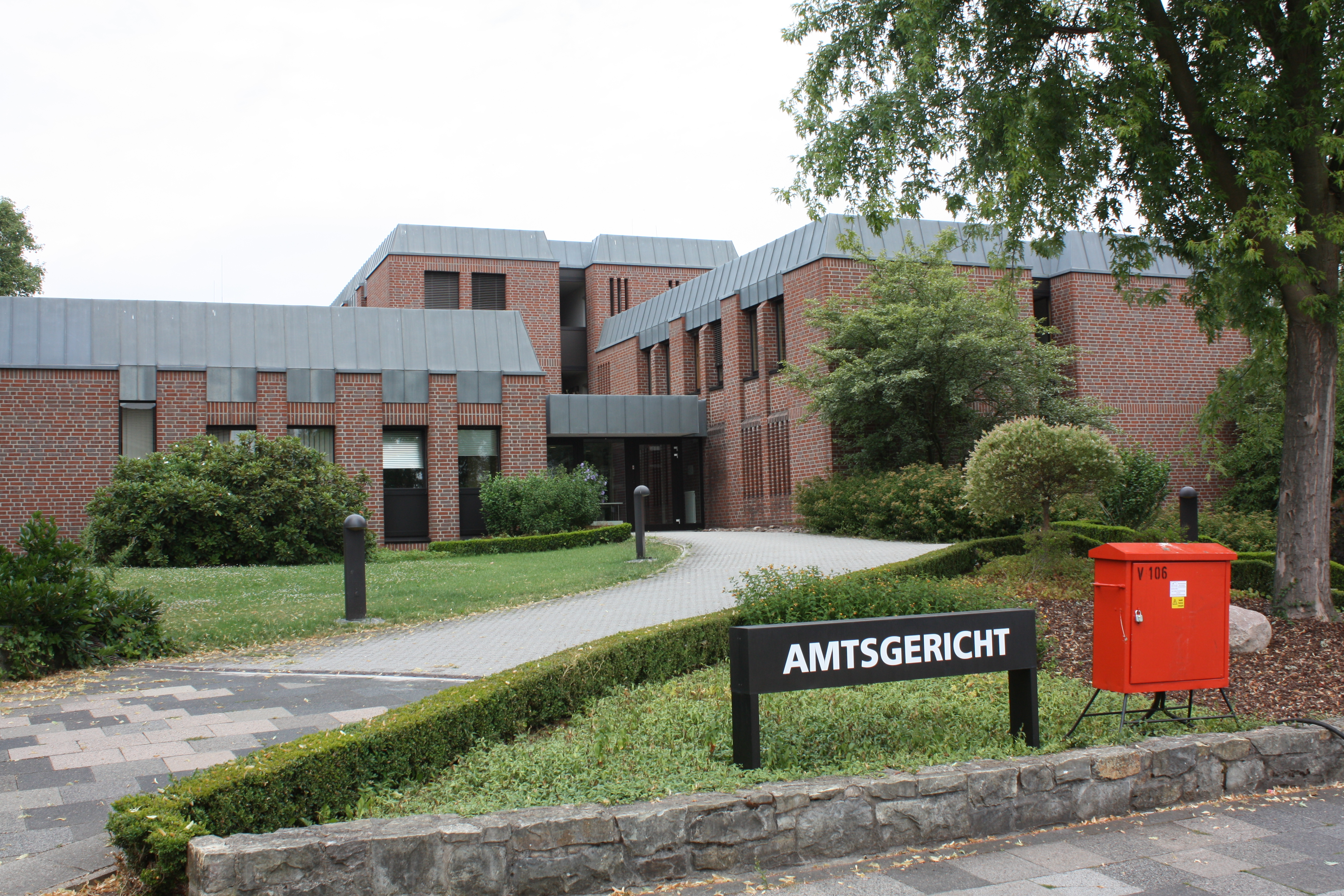
Amtsgericht

Die Gerichtsbarkeit ist in der Stadt Brakel mit dem Amtsgericht Brakel vertreten.
Die Stadt Brakel unterhält ein Hallen- und ein Sommer-Bad. Im ehemaligen katholischen Pfarrheim ist eine Jugendfreizeitstätte untergebracht.
Die Freiwillige Feuerwehr in Brakel gliedert sich in den Löschzug der Kernstadt und 13 Löschgruppen in den Ortsteilen. In der Kernstadt stehen ein Einsatzleitwagen ELW 1, ein Kommandowagen KdoW, zwei Hilfeleistungslöschgruppenfahrzeuge HLF 20, ein Tanklöschfahrzeug TLF 3000, ein Löschgruppenfahrzeug LF 8, eine Drehleiter DLAK 23, ein Schlauchwagen SW 2000, ein Gerätewagen Logistik und ein Mannschaftstransportfahrzeug zur Verfügung.

### Bildung
Die Stadt bietet alle Schulformen an.
Im Stadtgebiet gibt es eine Grundschule mit zwei Standorten. Eine Gesamtschule, eine Realschule (Realschule Brede). Zwei Gymnasien (das städtische Petrus-Legge Gymnasium (auslaufend) und das Gymnasium Brede, eine private Schule in katholischer Trägerschaft), zwei Berufskollegs (Kreisberufskolleg Brakel mit Berufsfachschulen, Fachschulen, Fachoberschulen und einem Beruflichen Gymnasium sowie das Berufskolleg der Brede, das eine Berufsfachschule für Wirtschaft und Verwaltung ist). Und drei Förderschulen, die Adolph-Kolping-Schule, eine private Förderschule des Kolping Schulwerks mit dem Förderschwerpunkt Lernen, im Bereich der Sekundarstufe I, die Brüder-Grimm-Schule mit dem Förderschwerpunkt Sprache des Kreises Höxter, und die von-Galen-Schule im Ortsteil Frohnhausen, eine private Förderschule, in Trägerschaft der Lebenshilfe für Menschen mit geistiger Behinderung Schulen und Wohnstätten gGmbH Brakel.
Im Jahr 2007 wurden an den Schulen der Stadt mit 228 Lehrkräften insgesamt 3429 Schüler unterrichtet, davon 23,9 % an den Grundschulen, 15,3 % an der Hauptschule und 14,5 % an der Realschule, 41,0 % an den Gymnasien sowie 5,2 % an den Förderschulen.
Darüber hinaus befindet sich in Brakel das Kolping-Berufsbildungswerk mit integriertem Berufskolleg, eine Ausbildungsstätte für benachteiligte Jugendliche.
Das ehemalige Benediktinerinnenkloster Schloss Gehrden wird heute vom Familienbund der Katholiken im Erzbistum Paderborn sowie vom Erzbistum und Diözesan-Caritasverband Paderborn als Erwachsenenbildungsstätte genutzt.

### Ansässige Unternehmen
In Brakel sind vornehmlich mittelständische Betriebe des Handwerks und Betriebe der Metall-, Glas-, Holz- und Kunststoffverarbeitung angesiedelt.
- Die Fritz Becker GmbH & Co. KG[55], gegründet im Jahr 1936, ist Hersteller von Formholz und Formvlies. Das Unternehmen mit Sitz in Brakel beliefert insbesondere die Möbel-, Bus- und Bahnindustrie. Seit 2020 umfasst das Portfolio auch den Bereich Massivholz.

- Die Schaumstofftechnik Schulze stellt seit 1967 Mikrofon-Windschutz her. Zur Produktpalette gehört auch Dämmmaterial für die Automobilindustrie.

- Franz Schneider Brakel ist ein Hersteller von Tür- und Fensterbeschlägen und barrierefreien Griffsystemen.

- Die Katholische Hospitalvereinigung Weser-Egge (KHWE) hat ihren Verwaltungssitz in Brakel. Darüber hinaus betreibt die KHWE in Brakel das St. Vincenz Hospital. Das orthopädisch-rheumatologische Fachkrankenhaus ist ein Standort des Klinikum Weser-Egge.

- In Brakel befindet sich zudem die Hauptstelle der Vereinigten Volksbank.

## Persönlichkeiten

### Ehrenbürger
An die folgenden Bürger wurde das Ehrenbürgerrecht verliehen (die führende Zahl gibt das Jahr der Verleihung an):
- 1930: Beda Kleinschmidt (1867–1932), Franziskaner, „Eggepater“[56]
- 1932: Petrus Legge (1882–1951), Bischof von Meißen[57]
- 1926: Johannes Meyer (1843–1931), Kaufmann und Stadtverordneter[58]

Ehrenbürger der ehem. selbständigen Gemeinde Rheder
- 1924: Adolf Freiherr Spiegel von und zu Peckelsheim (1875–?), Ökonom und Brauereibesitzer, Rittmeister im 1. Weltkrieg

### In Brakel geboren

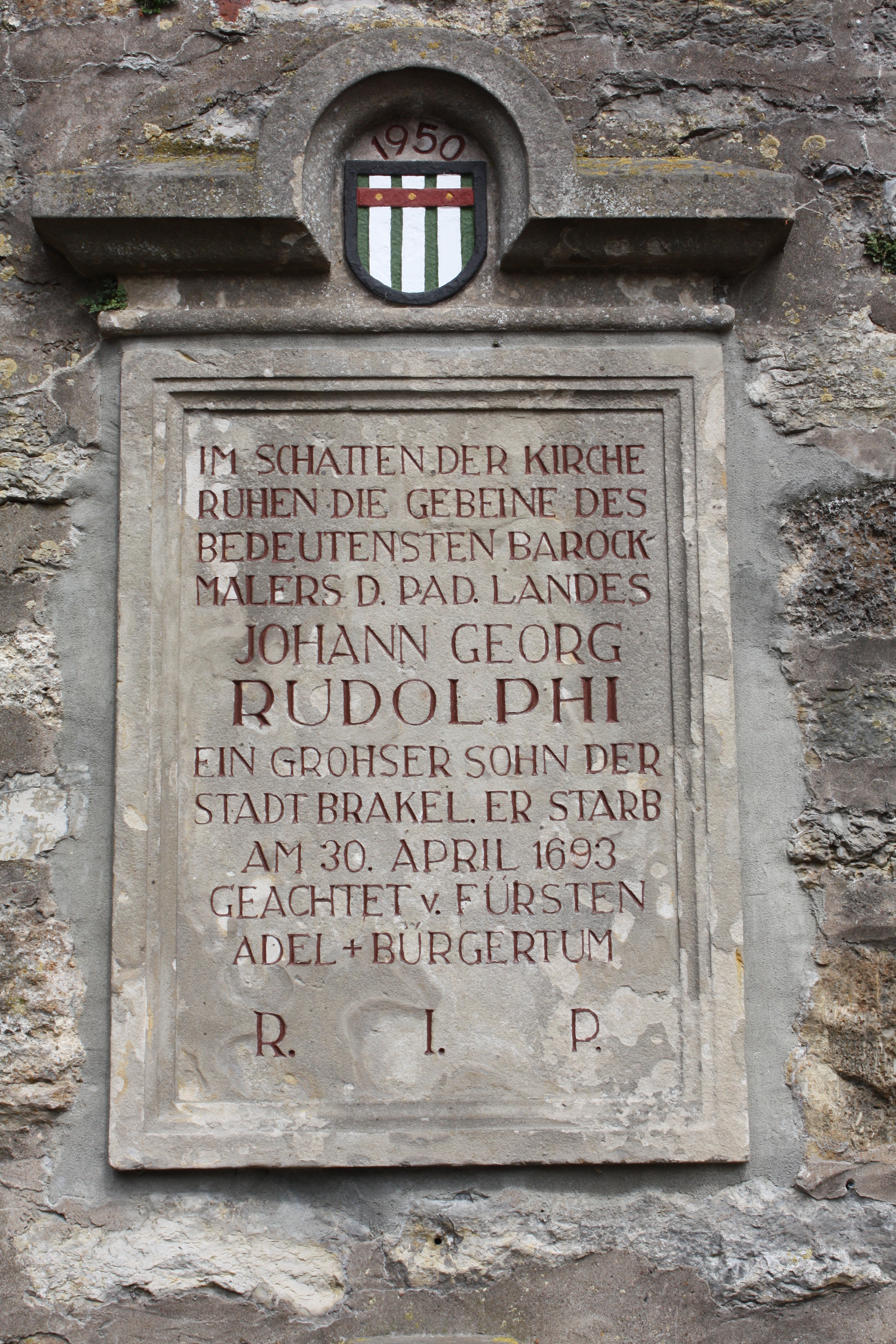
Epitaph für Johann Georg Rudolphi

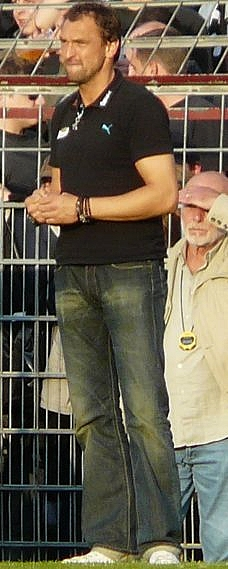
Der Fußballspieler und -trainer Claus-Dieter Wollitz wurde in Brakel geboren

- Dietrich von Nieheim (um 1345–1418), Historiker, Bischof von Verden
- Antonius Heistermann (1538/1539–1568), Rechtswissenschaftler, Richter und Hochschullehrer
- Hermann Goehausen (1593–1632), Professor der Rechtswissenschaft
- Johann Georg Rudolphi (1633–1693), Maler
- Wilhelm Anton von der Asseburg (1707–1782), geboren auf Schloss Hinnenburg, Fürstbischof von Paderborn
- Balthasar Philipp Rosenmeyer (1714–1800), Kaufmann und Kommunalpolitiker in Warburg
- Werner von Haxthausen (1780–1842), geboren in Bökendorf, Staatsbeamter und Philologe
- August Franz von Haxthausen (1792–1866), Agrarwissenschaftler, Nationalökonom, Jurist, Landwirt, Schriftsteller und Volksliedersammler
- Franz Ludwig Grasso (1798–1870), Verwaltungsjurist und Landrat
- Johann Martin Hutterus (1810–1865), Schriftsteller
- Gottlieb Gluge (1812–1898), Pathologe
- Moses Flechtheim (1814–1886), Getreidegroßhändler in Brakel und Münster
- Wilhelm Engelbert Giefers (1817–1880), Historiker
- Ludwig Bund (1828–1886), Beamter und Schriftsteller
- Ludwig Winckel (1838–1904), Geodät
- Ida Kropff-Federath (1839–1918), Inhaberin der Olsberger Hütte
- Franz Gehle (1841–1895), Landrat mehrerer Landkreise
- Joseph Disse (1852–1912), Anatom und Histologe
- Johannes Spieker (1860–1914), Priester, Direktor des Marien-Gymnasiums Werl sowie Stifter und Gründer des dortigen Knabenkonvikts
- Julius Theodor Kleinschmidt (1867–1932), Franziskaner
- Petrus Legge (1882–1951), Bischof von Meißen, NS-Opfer, Bruder von Theodor Legge
- Rudolf Gunst (1883–1965), geboren in Hembsen, Kommunalbeamter und Aktivist der katholischen Friedensbewegung
- Theodor Legge (1889–1969), Generalsekretär des Bonifatiusvereins und der dt. Katholikentage, NS-Opfer, Bruder von Petrus Legge
- Hermann Sievers (1892–1972), Oberbürgermeister der Stadt Wattenscheid
- Hubert Löneke (1926–2011), geboren in Beller, Bildhauer
- Helmut Potente (* 1939), Ingenieurwissenschaftler
- Paul Kersten (1943–2020), Schriftsteller und Rundfunkredakteur
- Olaf Kreutzenbeck (* 1943), Schauspieler
- Johannes Weinrich (* 1947), Terrorist, Mitglied der Revolutionären Zellen
- Thilo Graf Rothkirch (1948–2014), Filmproduzent, Drehbuchautor und Regisseur*
- Horst-Dieter Krus (1949–2018), Autor, Heimatforscher und Archivar
- Joachim von Braun (* 1950), Agrarwissenschaftler, Präsident der Päpstlichen Akademie der Wissenschaften
- Michael Wollitz (* 1961), Fußballspieler
- Rüdiger Zymner (* 1961), Literaturwissenschaftler
- Jürgen Herrmann (1962–2012), Politiker (CDU) und Bundestagsabgeordneter
- Claus-Dieter Wollitz (* 1965), Fußballspieler und -trainer

## Verbunden mit der Stadt
- Albert Florath (1888–1957), deutscher Schauspieler, wohnte in Brakel und ging hier zur Schule
- Herbert Engemann (1923–2016), deutscher Pädagoge, Historiker und Autor. Er veröffentlichte viele Beiträge zur Geschichte und war Mitinitiator des Stadtmuseums.
- Konrad Beikircher (* 1945), Kabarettist, Musiker und Autor. Er war im Rahmen seiner Ausbildung zum Gefängnispsychologen bei einem Lehrgang in der früheren Justizausbildungsstätte Brakel, die 1973–2003 bestand. Anlässlich eines Kabarettabends in der Paderhalle Paderborn erzählte er zum Auftakt über den Charakter der Westfalen von den Trinkgewohnheiten in einer Wirtschaft in Brakel.[59]
- Joachim von Braun (* 1950), verwandtschaftlich verbunden mit dem Hause Graf Asseburg (Adelsgeschlecht), deutscher Agrarwissenschaftler, verschiedene Direktor-Aufgaben in Forschungseinrichtungen und Präsident der Päpstliche Akademie der Wissenschaften. Er sprach 2006 auf dem Wirtschaftstag der Stadt Brakel.[60]

## Literarische Erwähnung durch die Brüder Grimm
Das Märchen der Bremer Stadtmusikanten soll den Brüdern Grimm in Brakel übergeben worden sein, die dort auf Einladung des Barons von Haxthausen auf dem Bökerhof einen Sommer verbracht haben. Bekanntlich kamen die Musikanten nie in Bremen an, weil sie die Räuber verjagt hatten und sich danach in deren Haus niederließen. Das Räuberhaus soll zwischen Brakel und Bosseborn gestanden haben. Im Stadtarchiv existiert ein Foto von diesem Kotten und in der Nähe steht heute ein Steindenkmal der Bremer Stadtmusikanten.
Das plattdeutsche Märchen Dat Mäken von Brakel hat ebenfalls einen Bezug zu Brakel.